# Llista de peixos de Portugal

Localització de Portugal a l'Europa Occidental

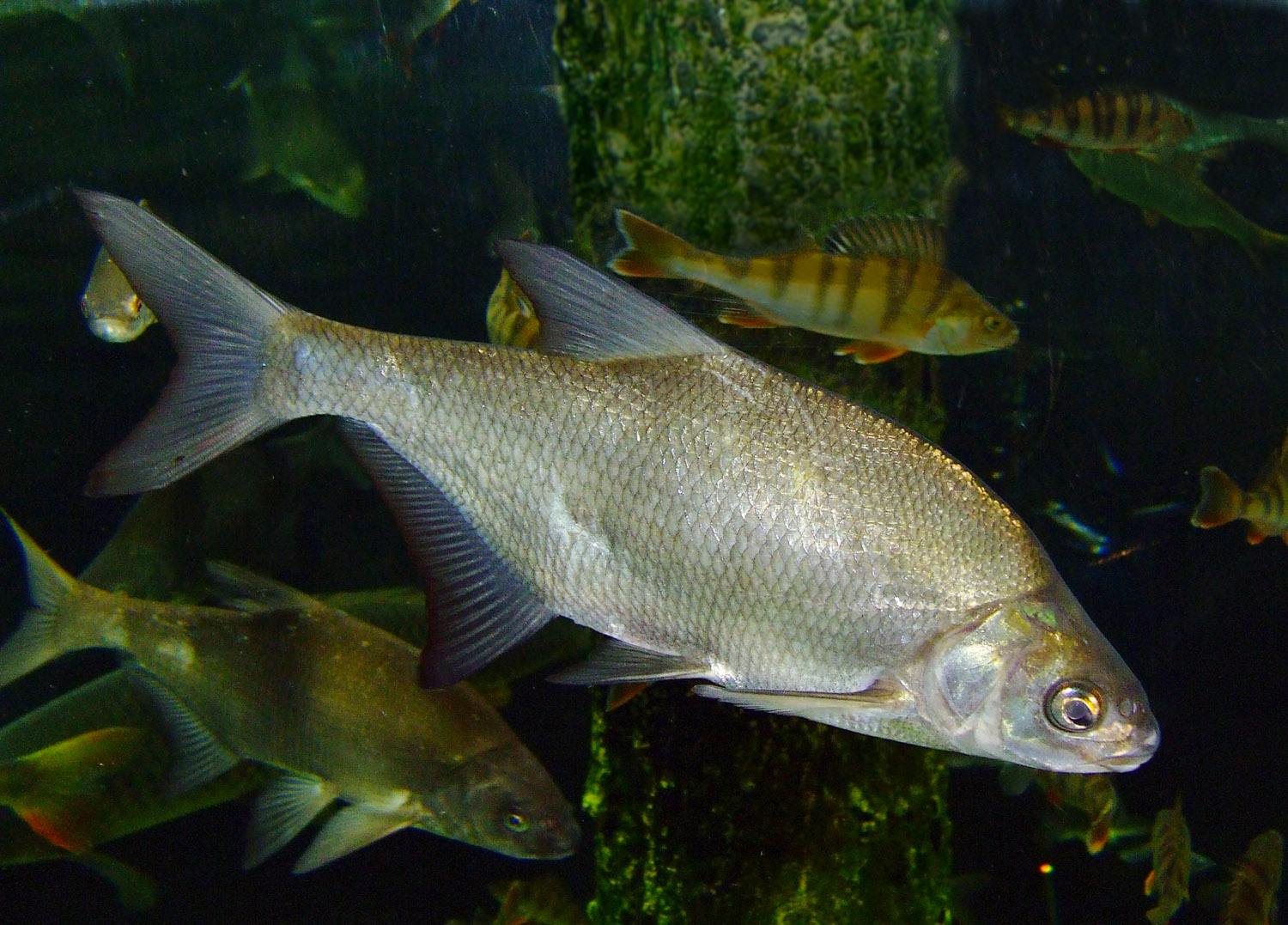
Brema (Abramis brama)

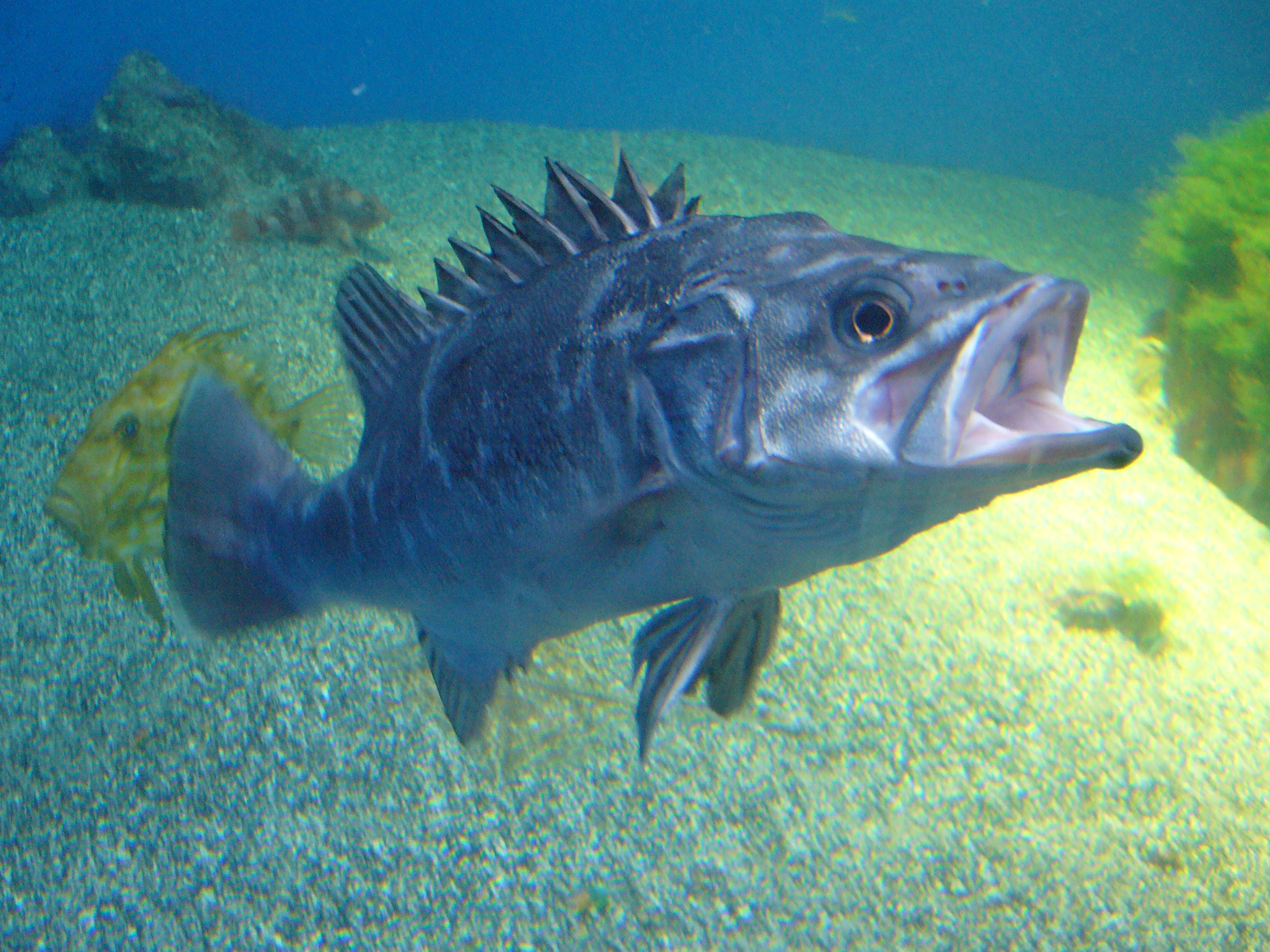
Dot (Polyprion americanus)

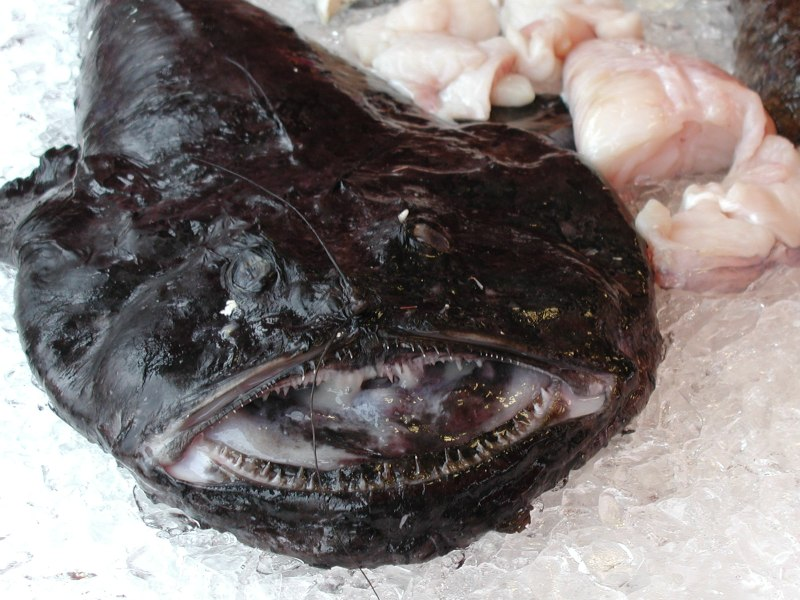
Rap (Lophius piscatorius)

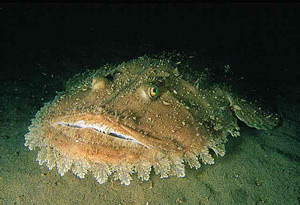
Rap vermell (Lophius budegassa)

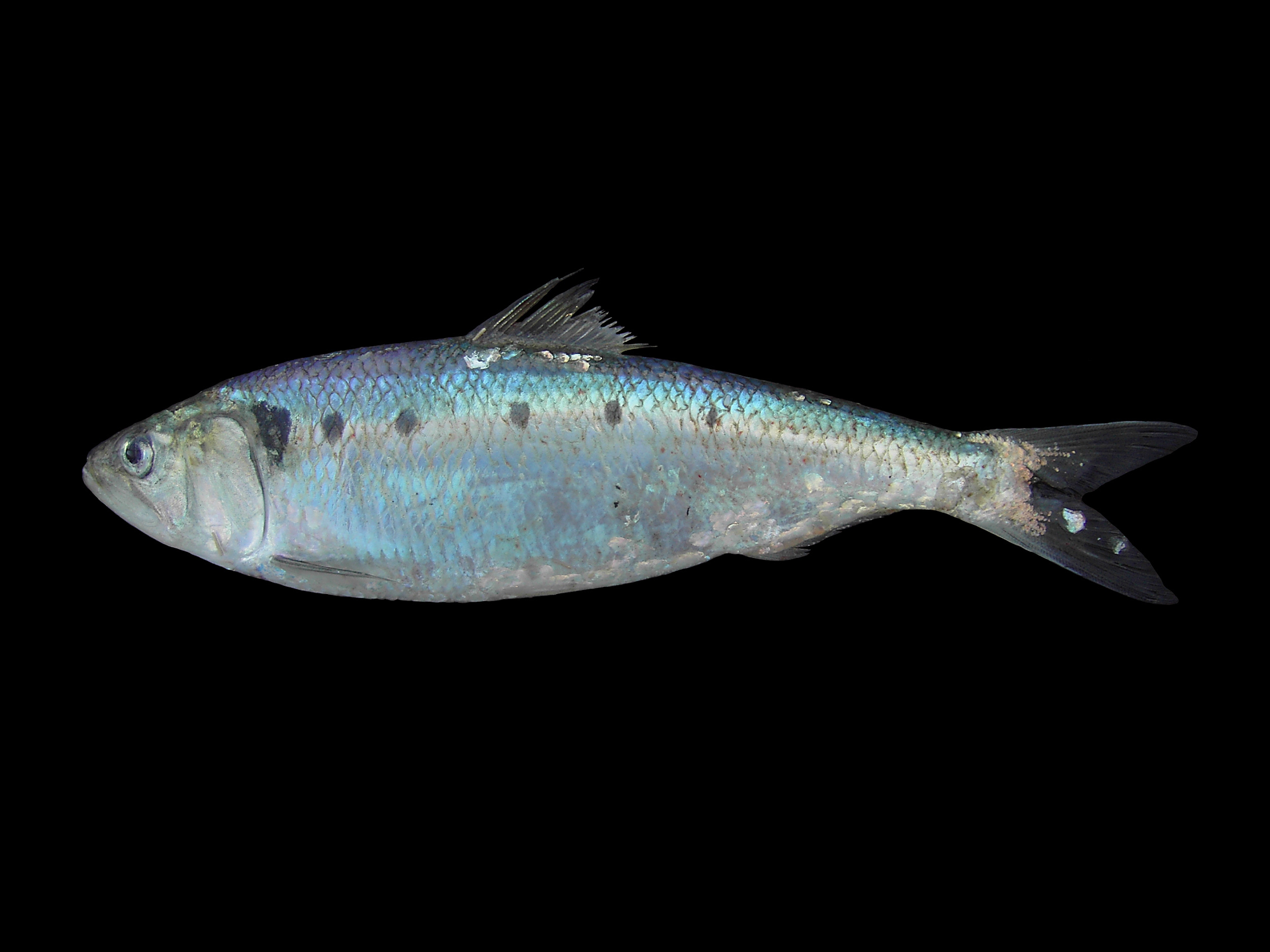
Alosa fallax

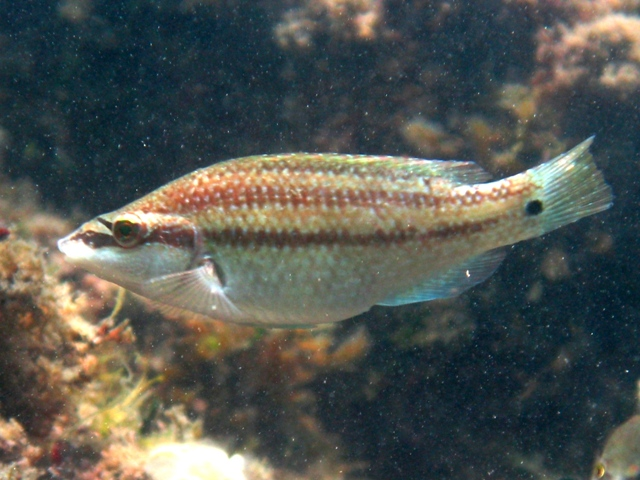
Llavió (Symphodus tinca)

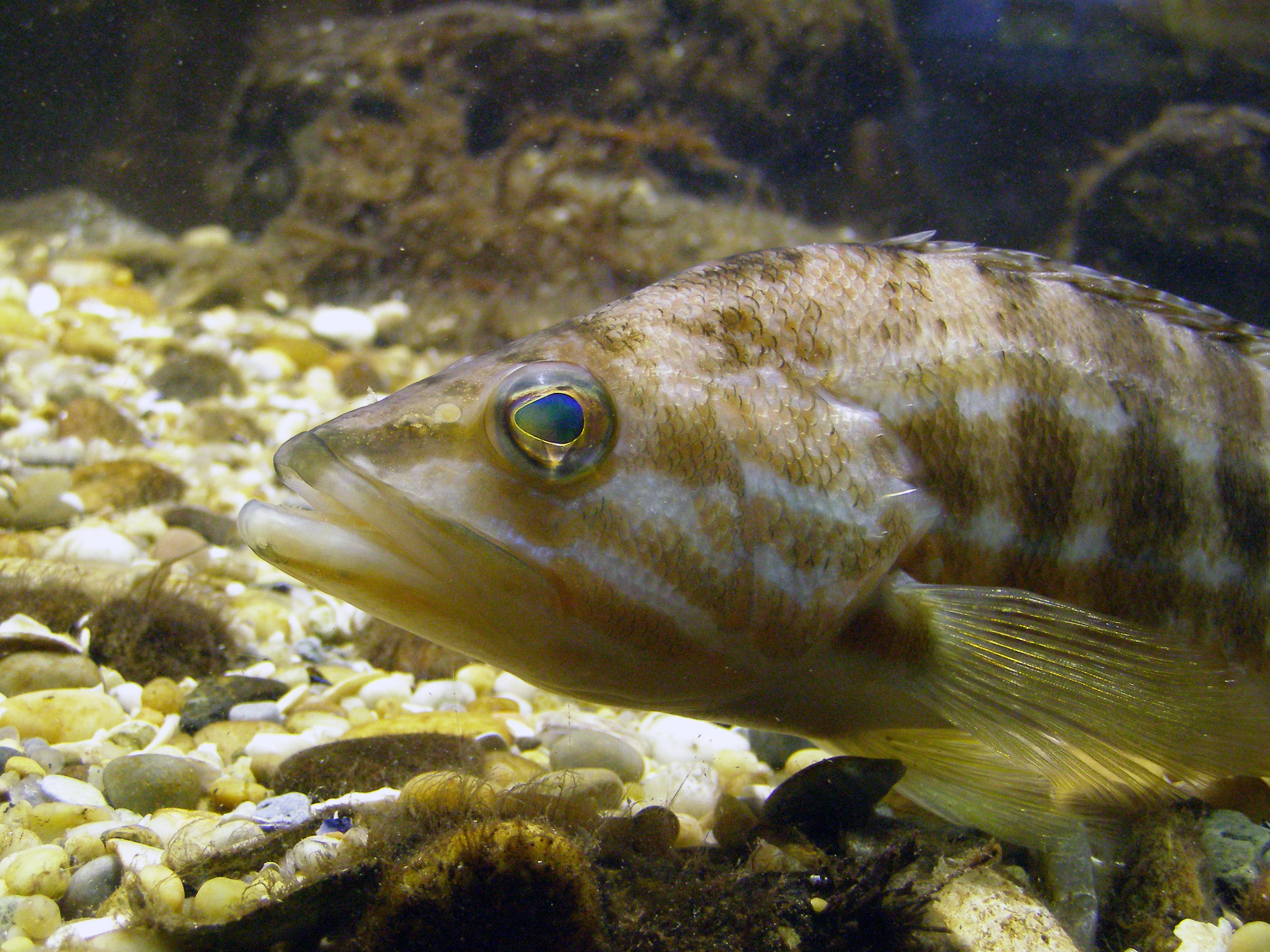
Serranet (Serranus cabrilla)

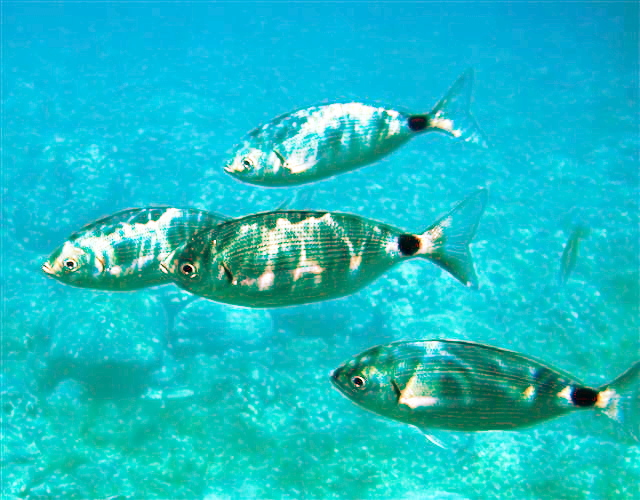
Oblada (Oblada melanura)

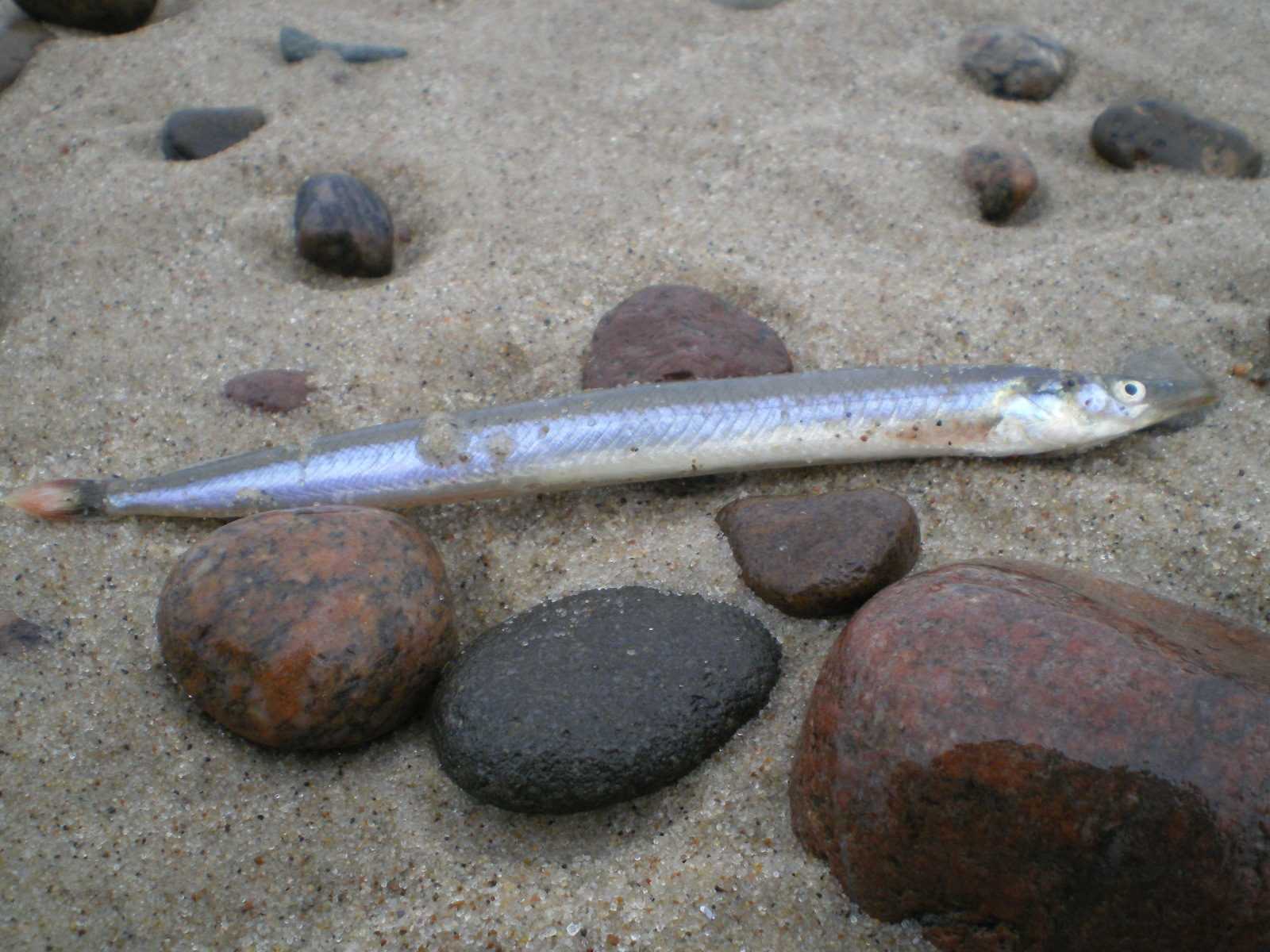
Trencavits (Ammodytes tobianus)

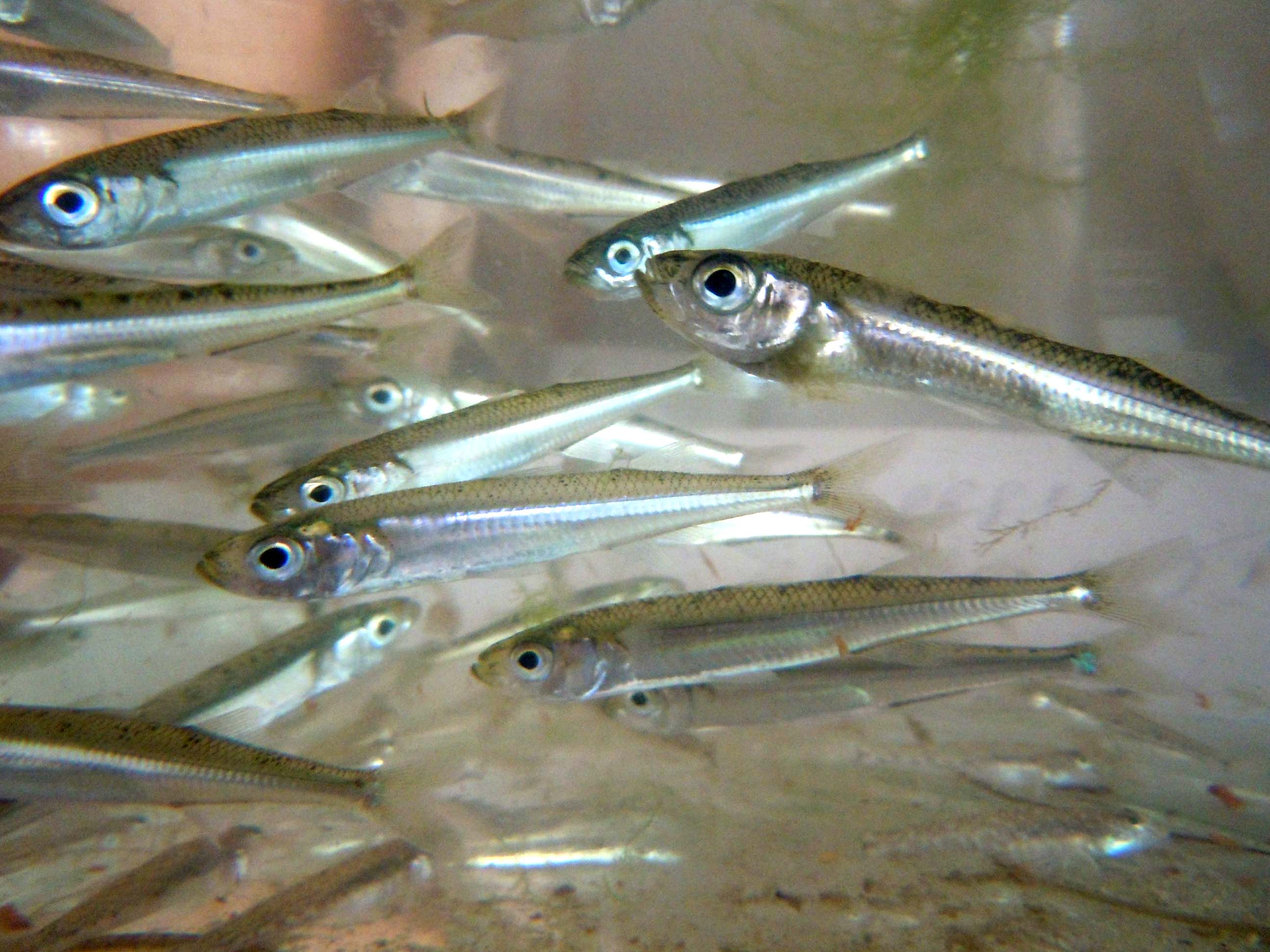
Joell (Atherina boyeri)

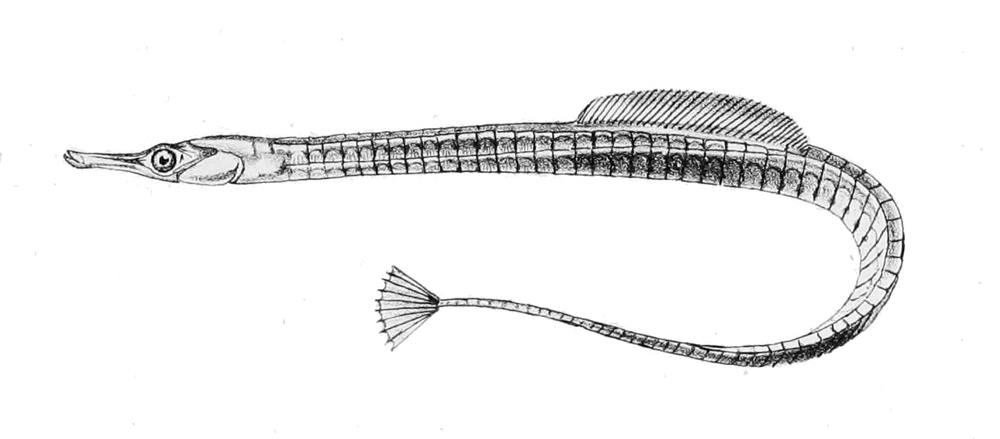
Syngnathus rostellatus

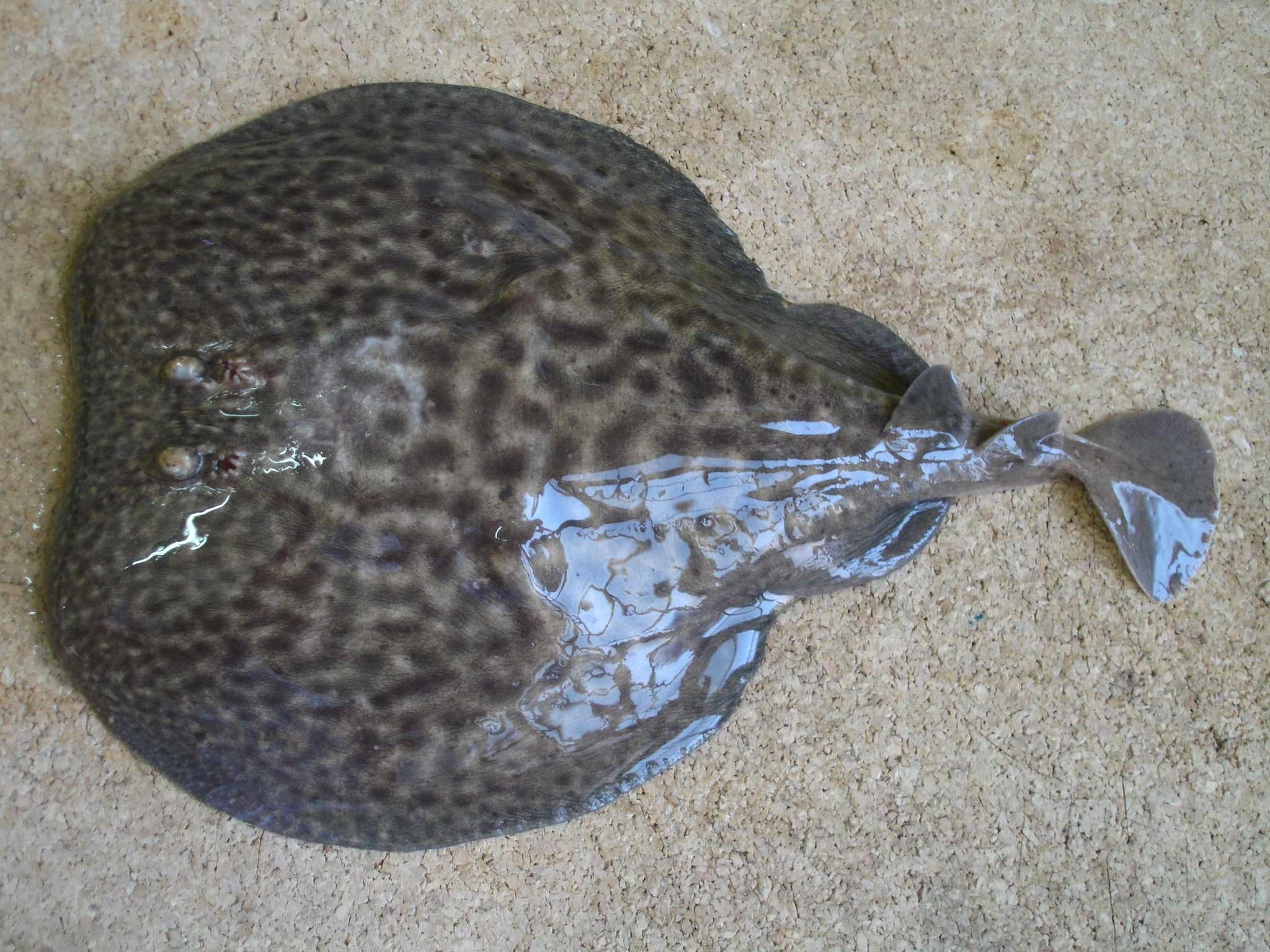
Exemplar de vaca tremolosa (Torpedo marmorata) fotografiat a Faro

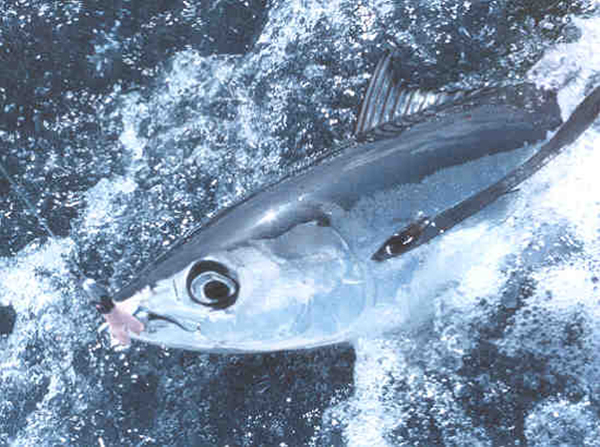
Tonyina blanca (Thunnus alalunga)

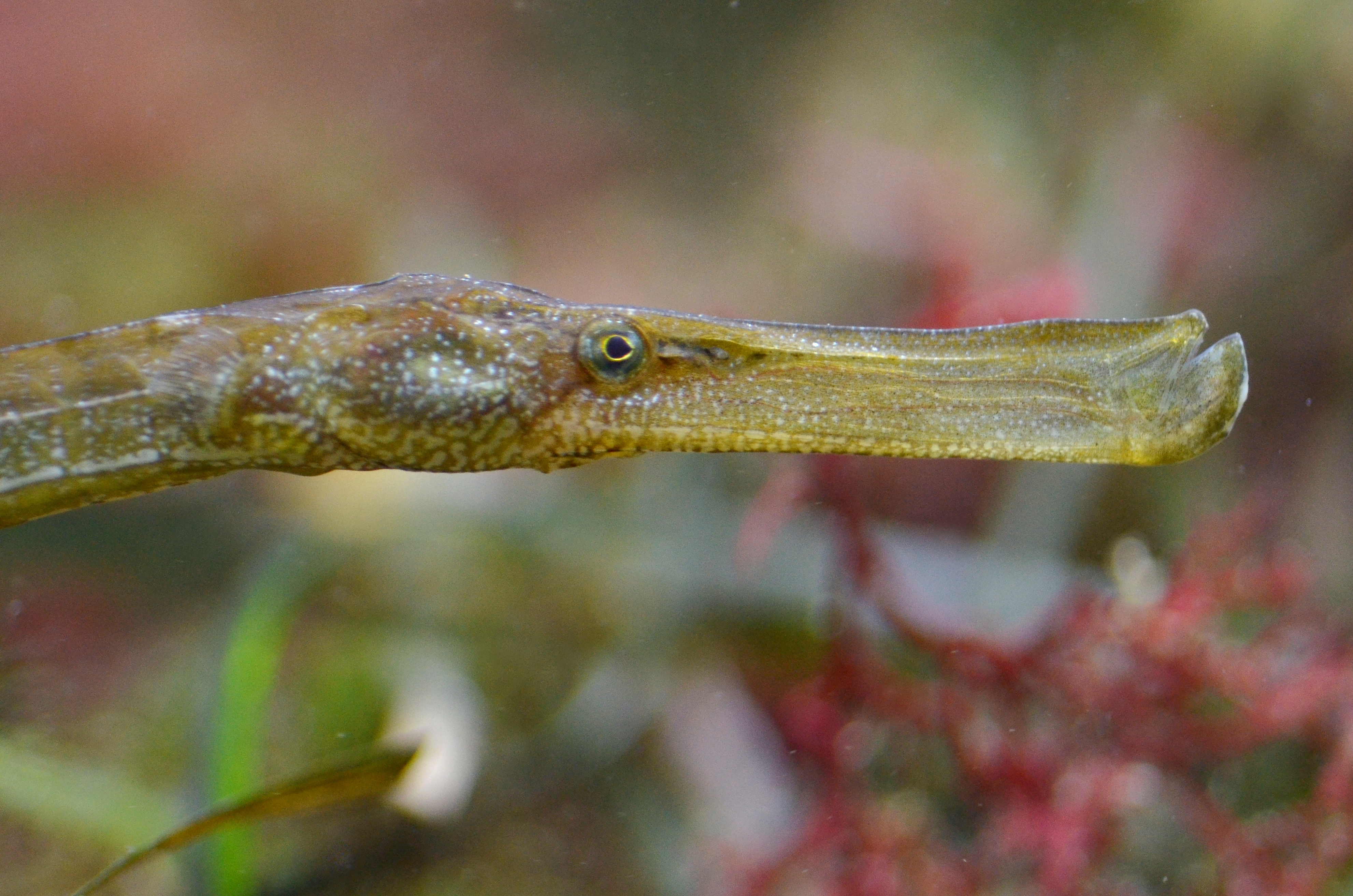
Serpentí (Syngnathus typhle)

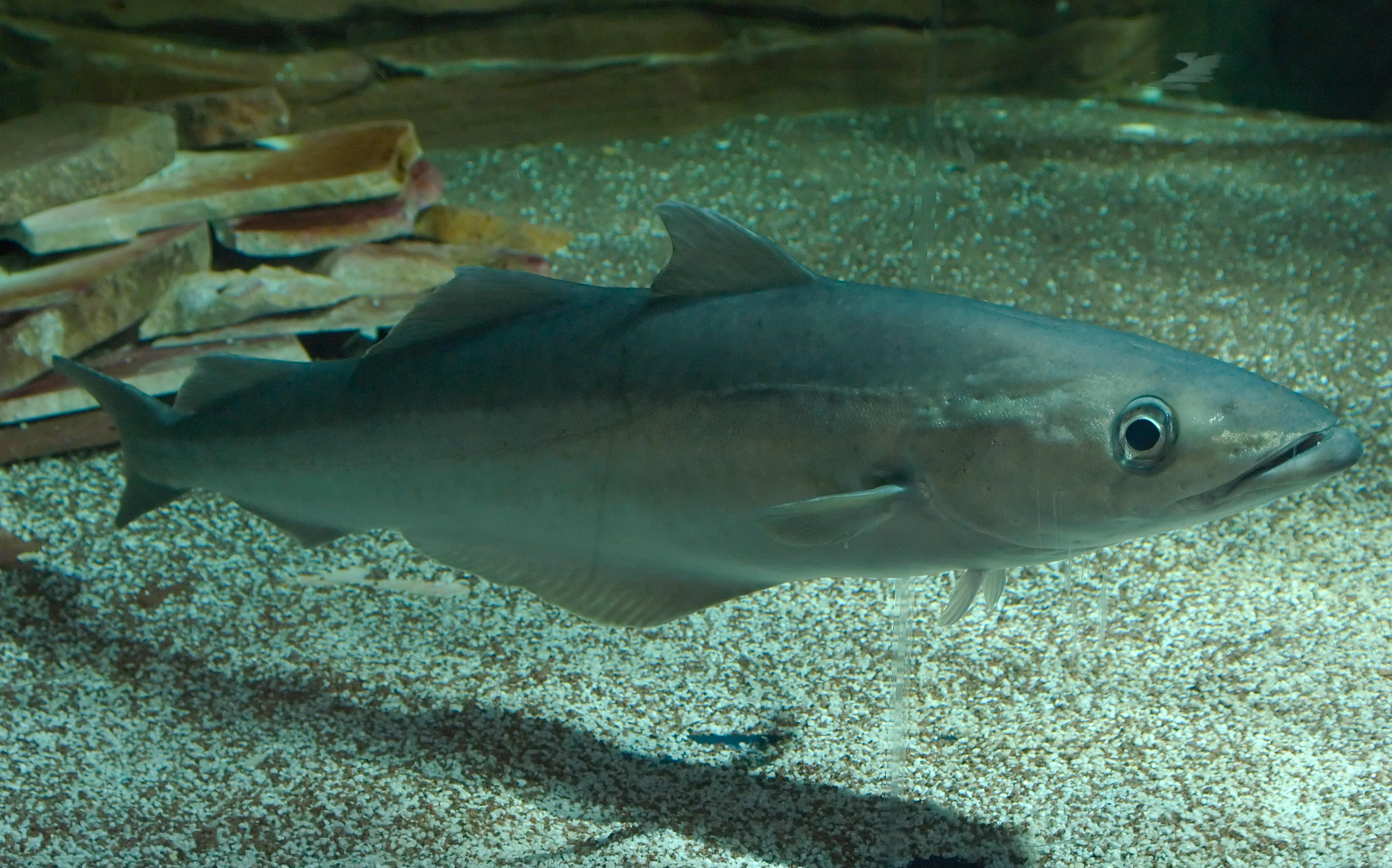
Abadejo (Pollachius pollachius)

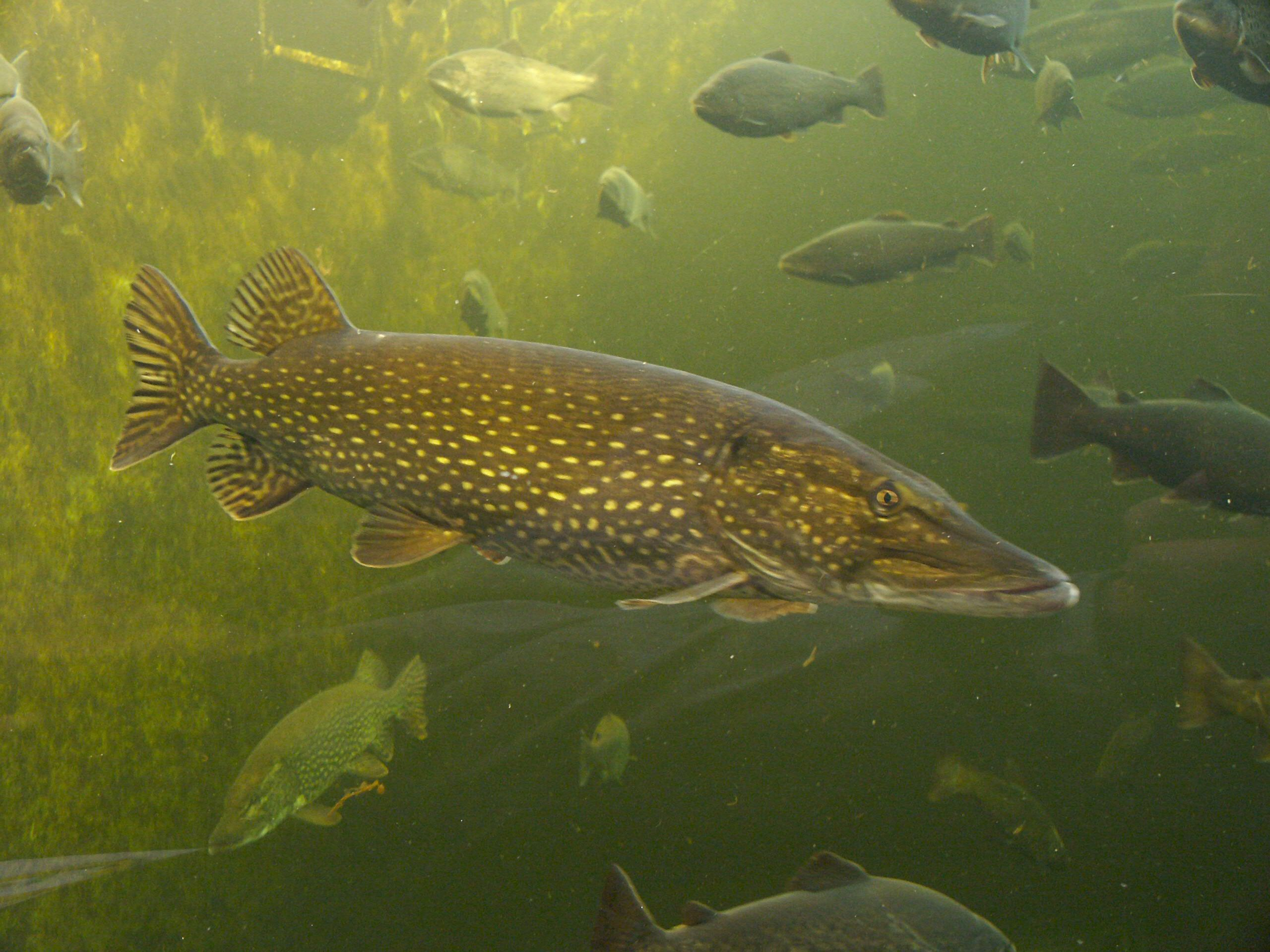
Lluç de riu (Esox lucius)

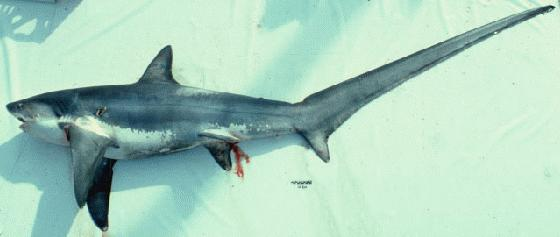
Peix guilla (Alopias vulpinus)

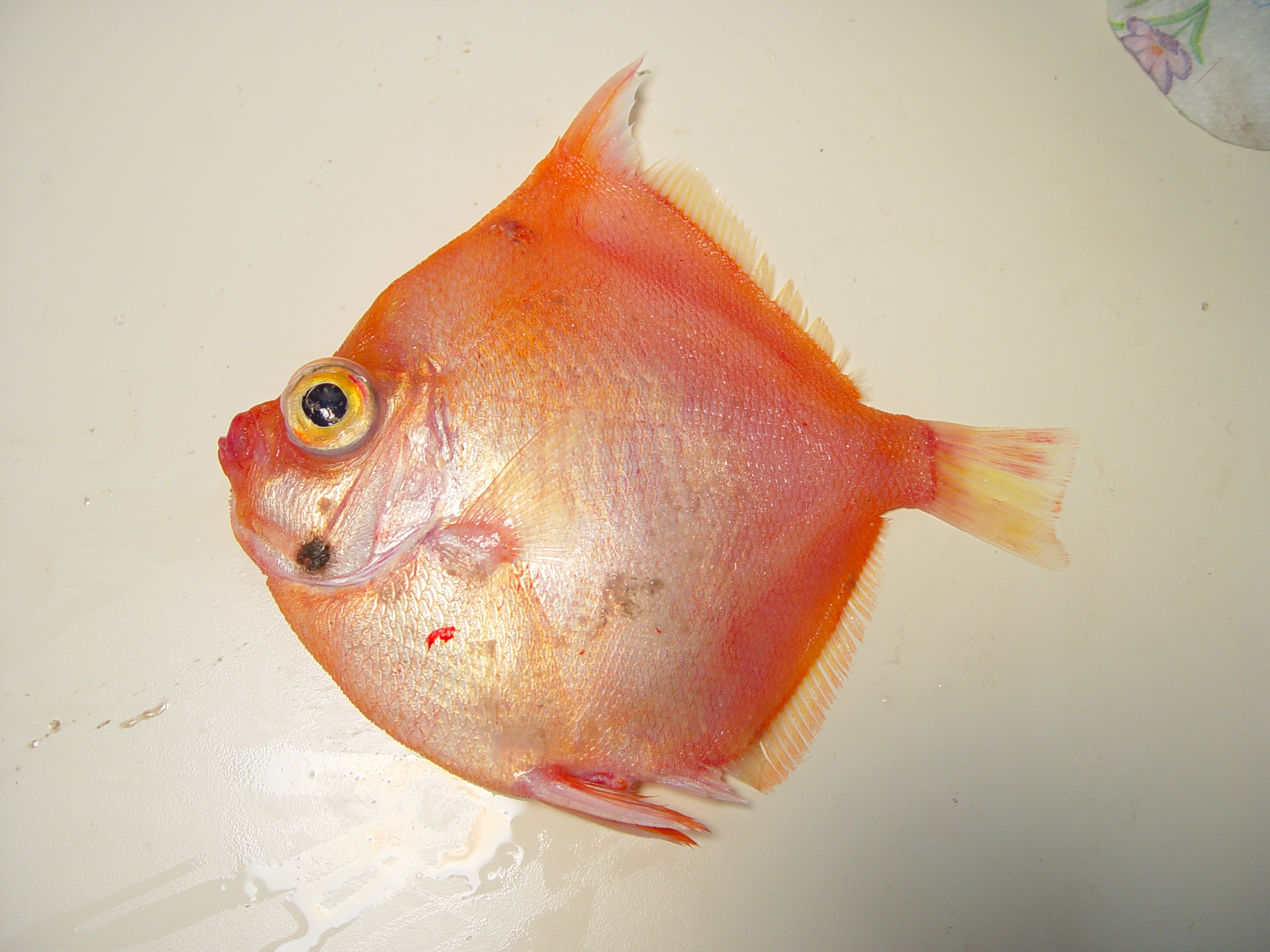
Antigonia capros

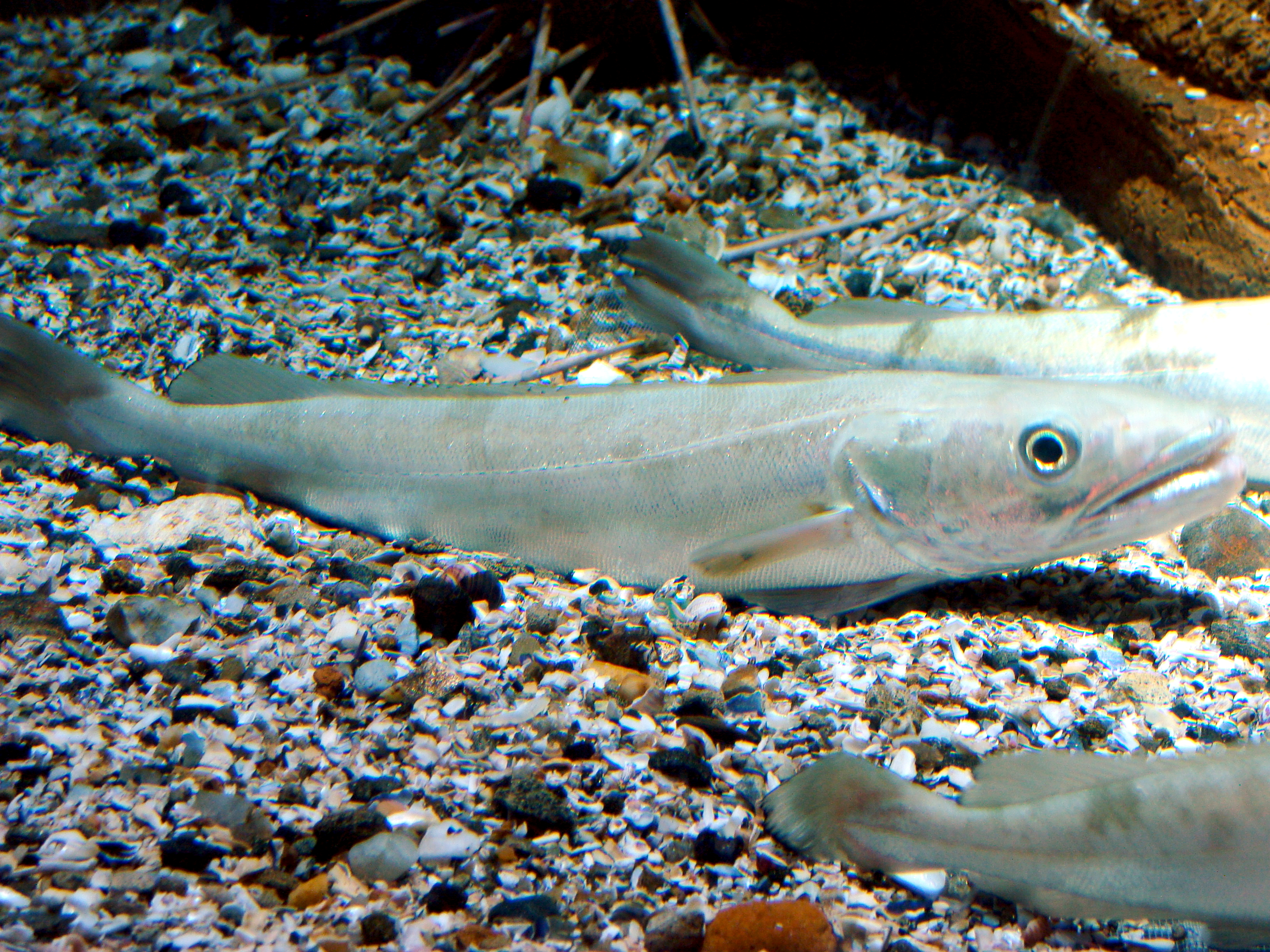
Lluç europeu (Merluccius merluccius)

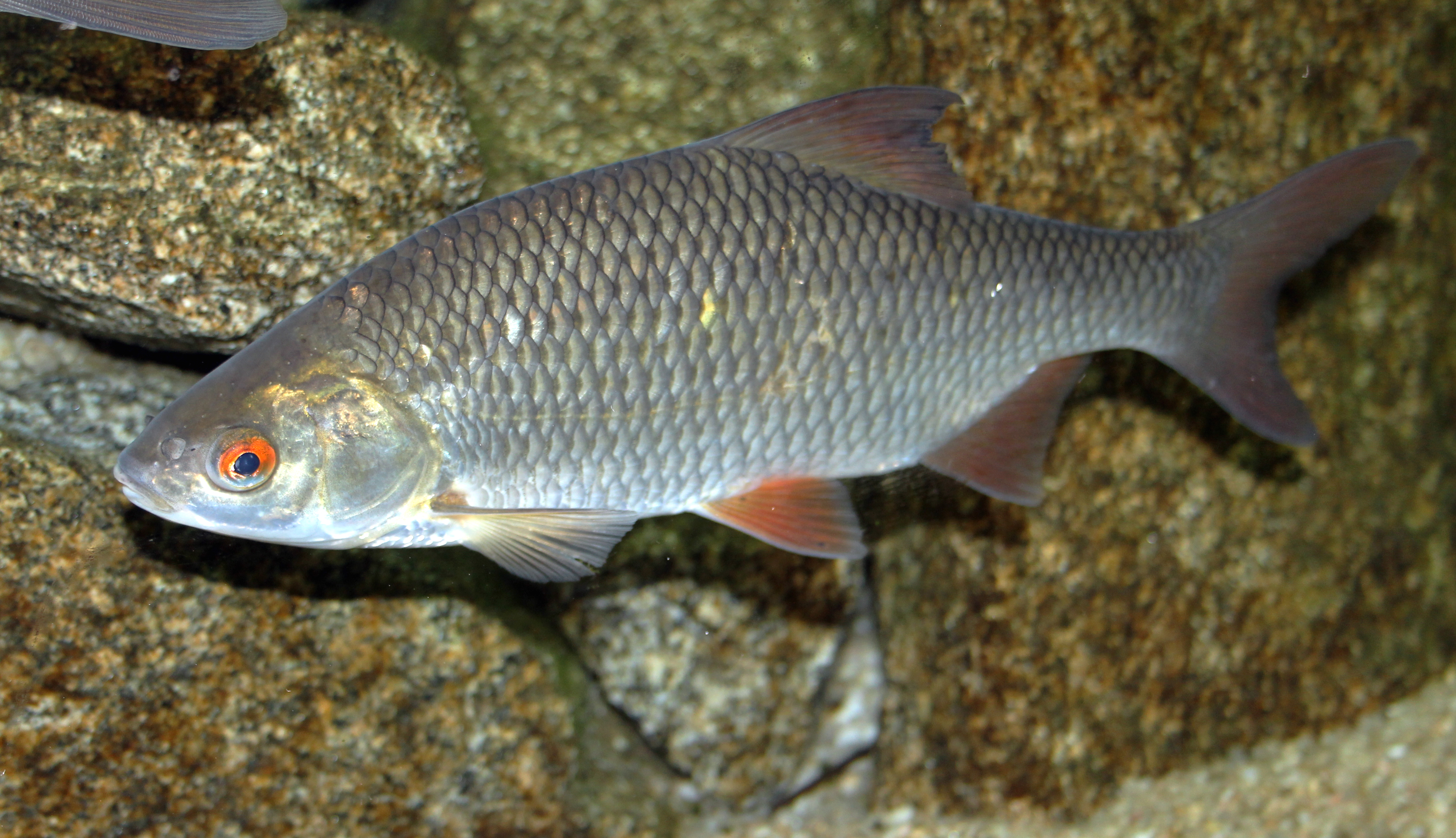
Madrilleta vera (Rutilus rutilus)

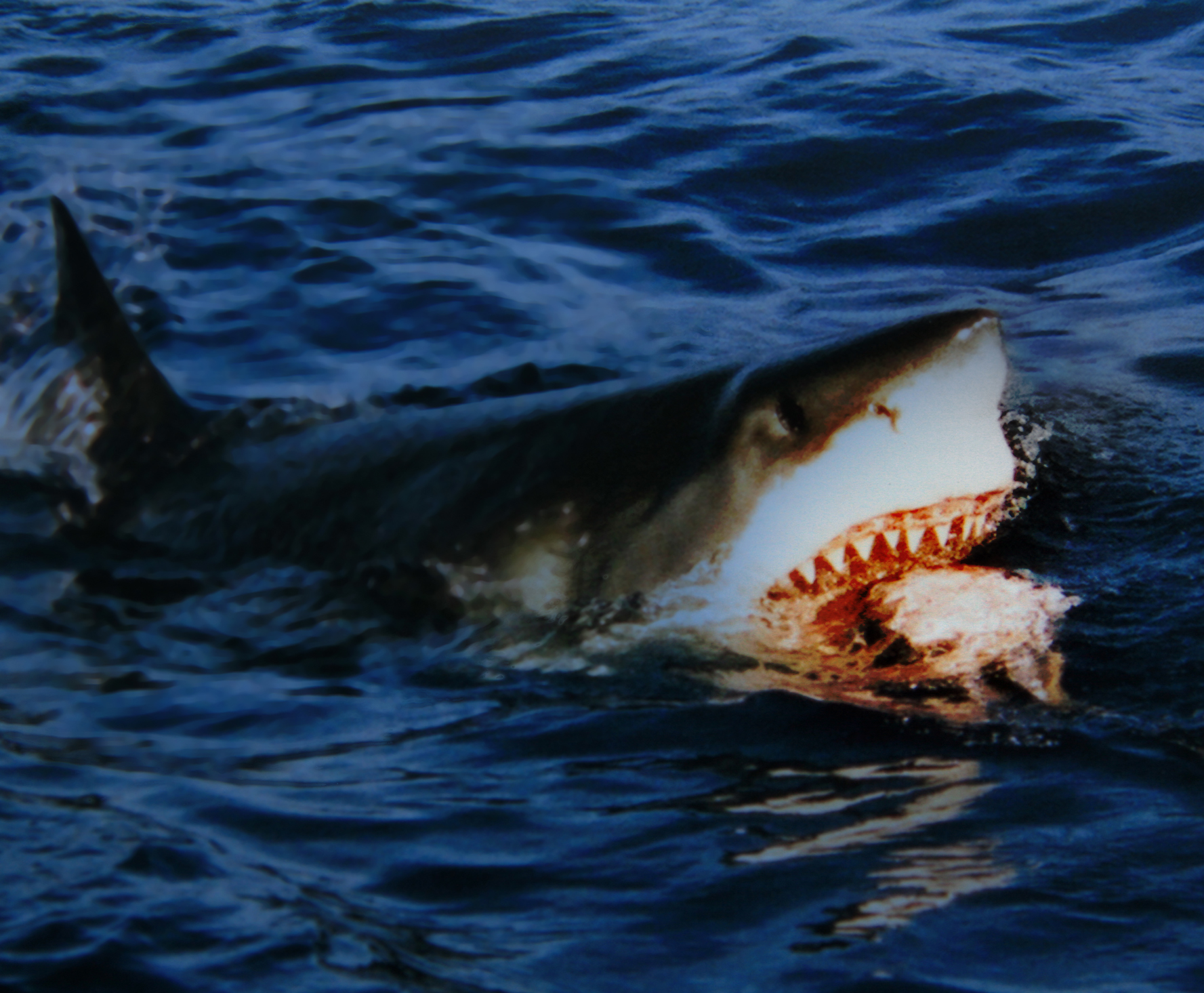
Tauró blanc (Carcharodon carcharias)

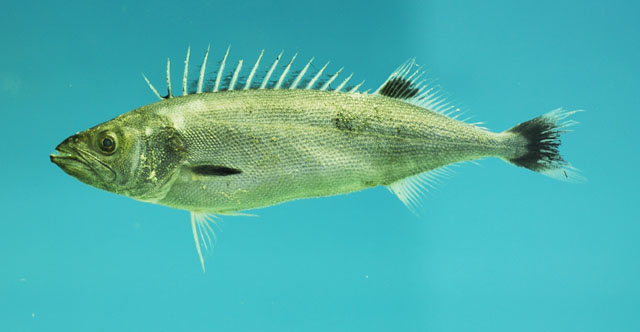
Ruvet (Ruvettus pretiosus)

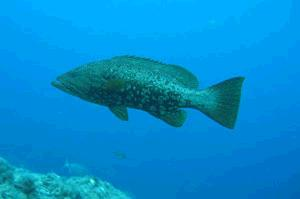
Anfós jueu (Mycteroperca rubra)

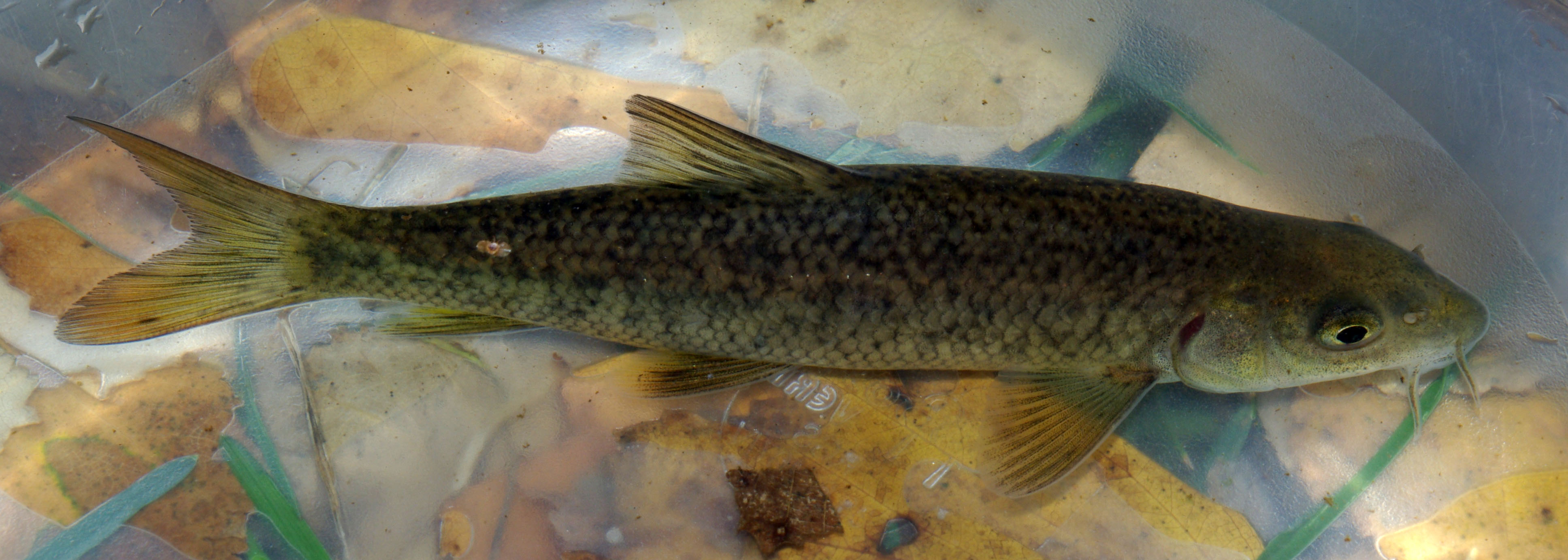
Luciobarbus bocagei

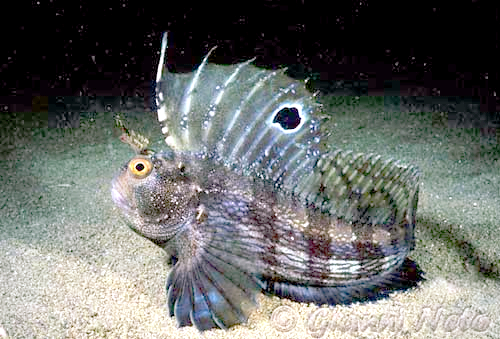
Ase mossegaire (Blennius ocellaris)

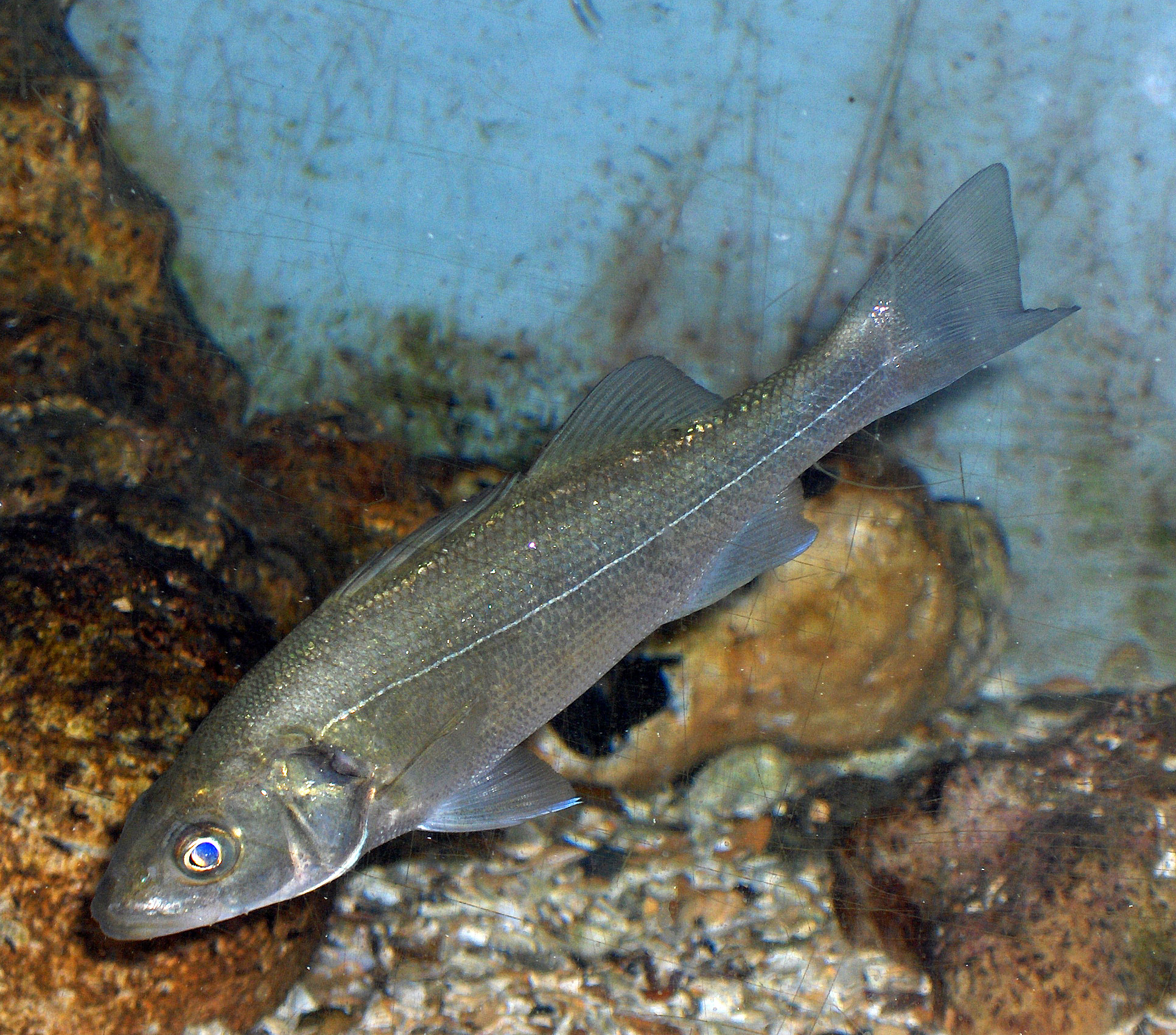
Llobarro (Dicentrarchus labrax)

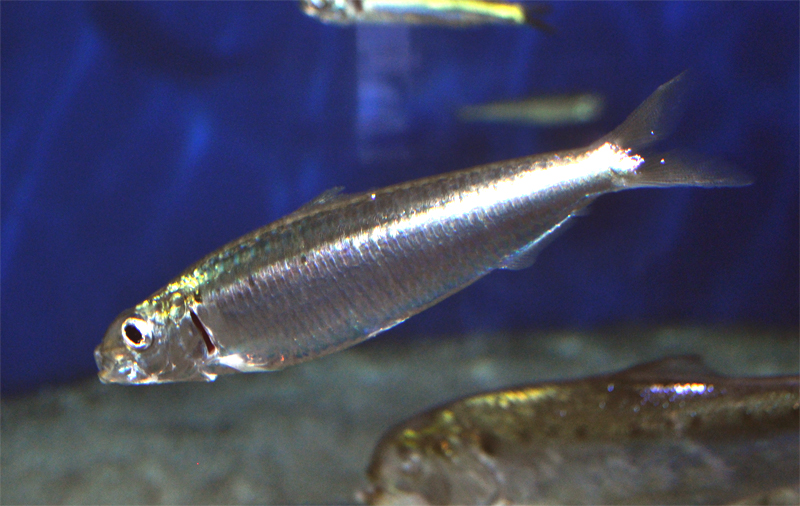
Sardina (Sardina pilchardus)

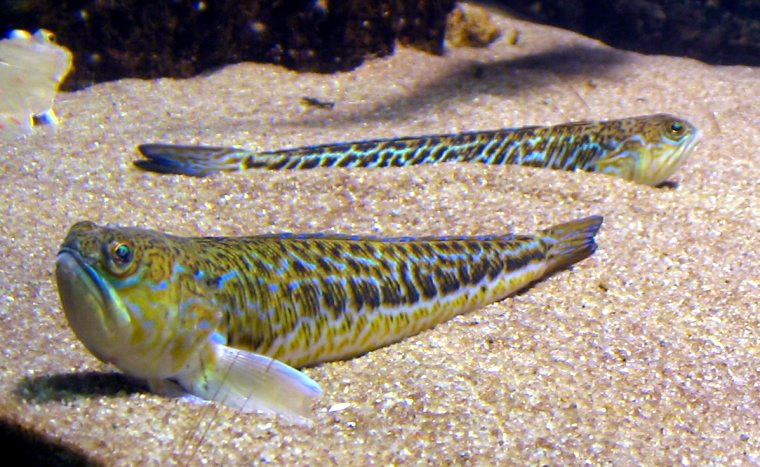
Aranya blanca (Trachinus draco)

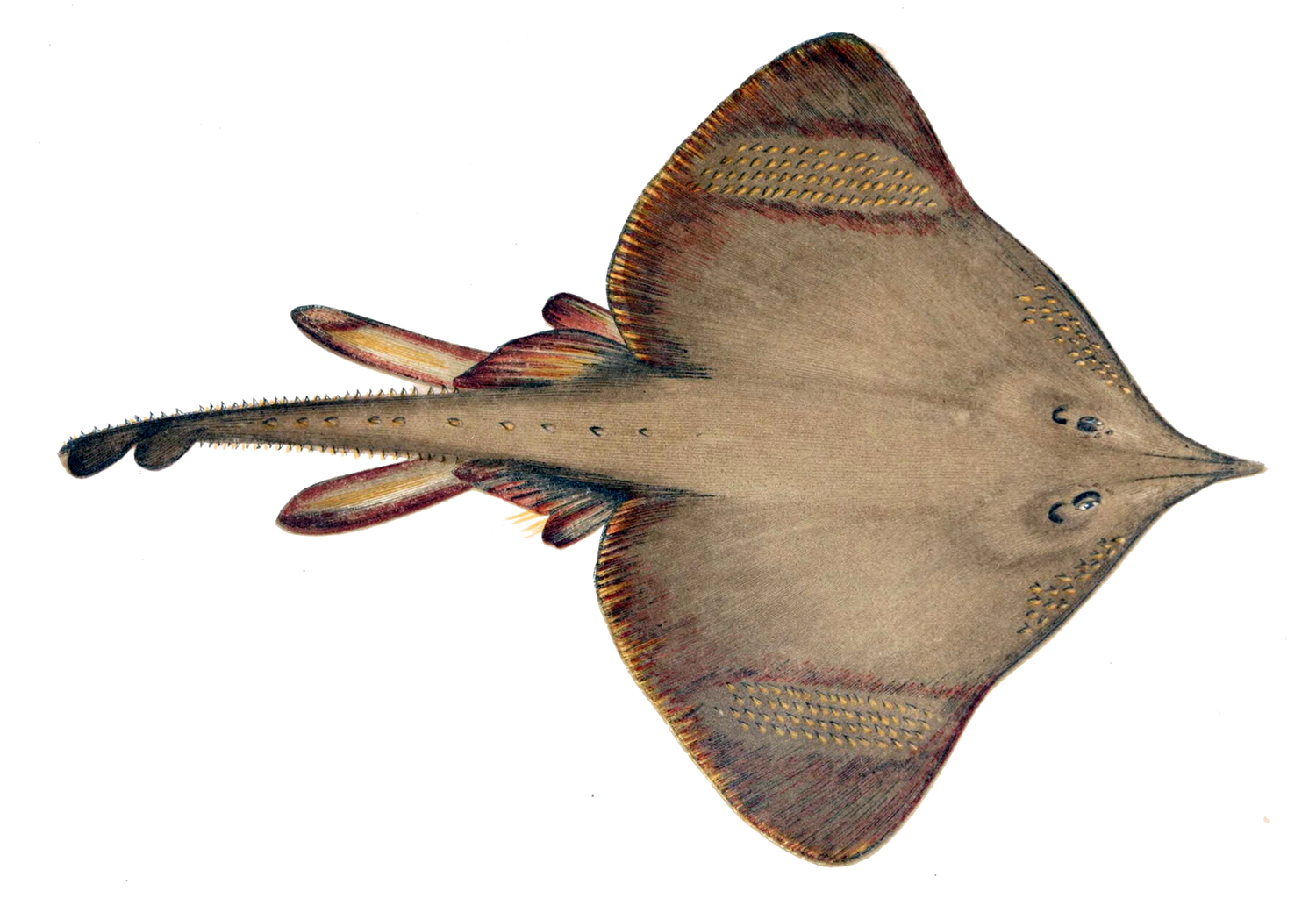
Caputxó (Dipturus oxyrinchus)

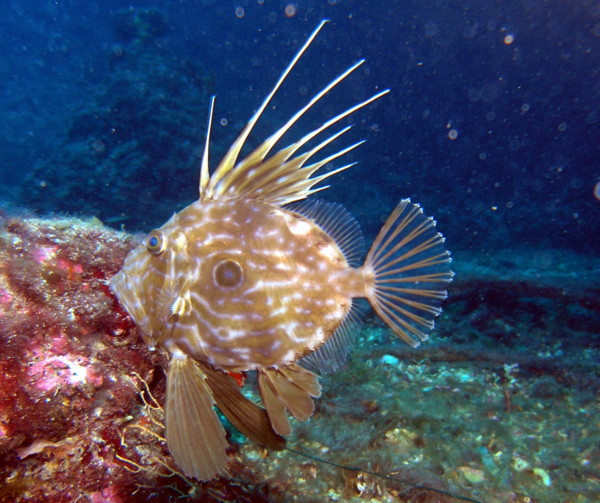
Gall de Sant Pere (Zeus faber)

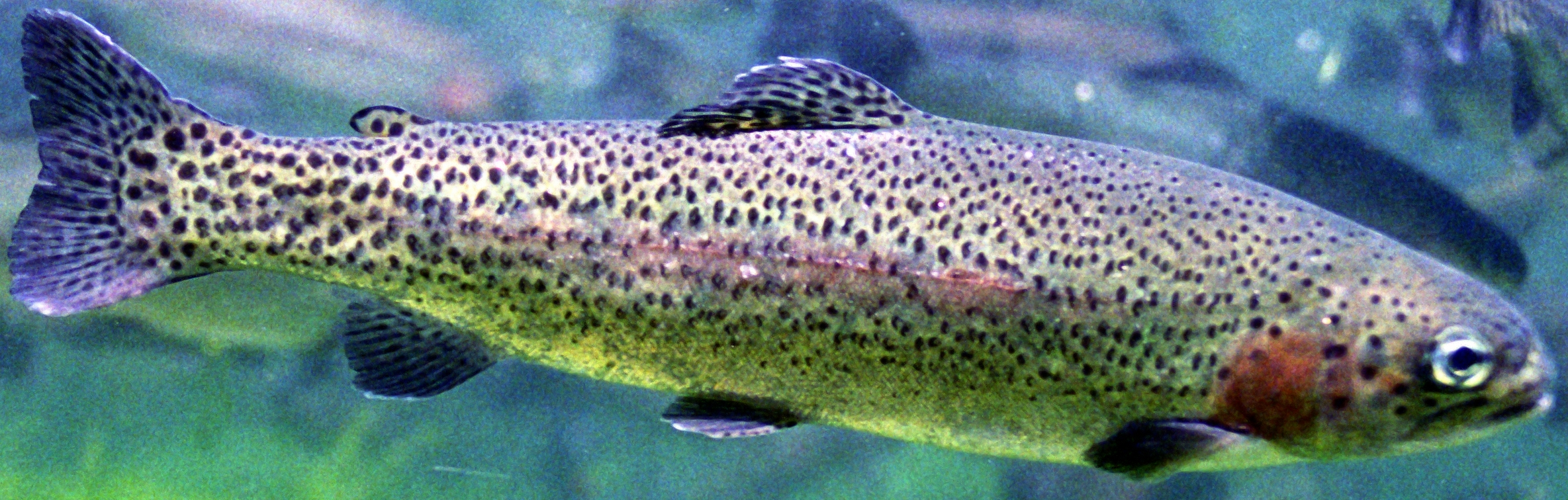
Truita arc de Sant Martí (Oncorhynchus mykiss)

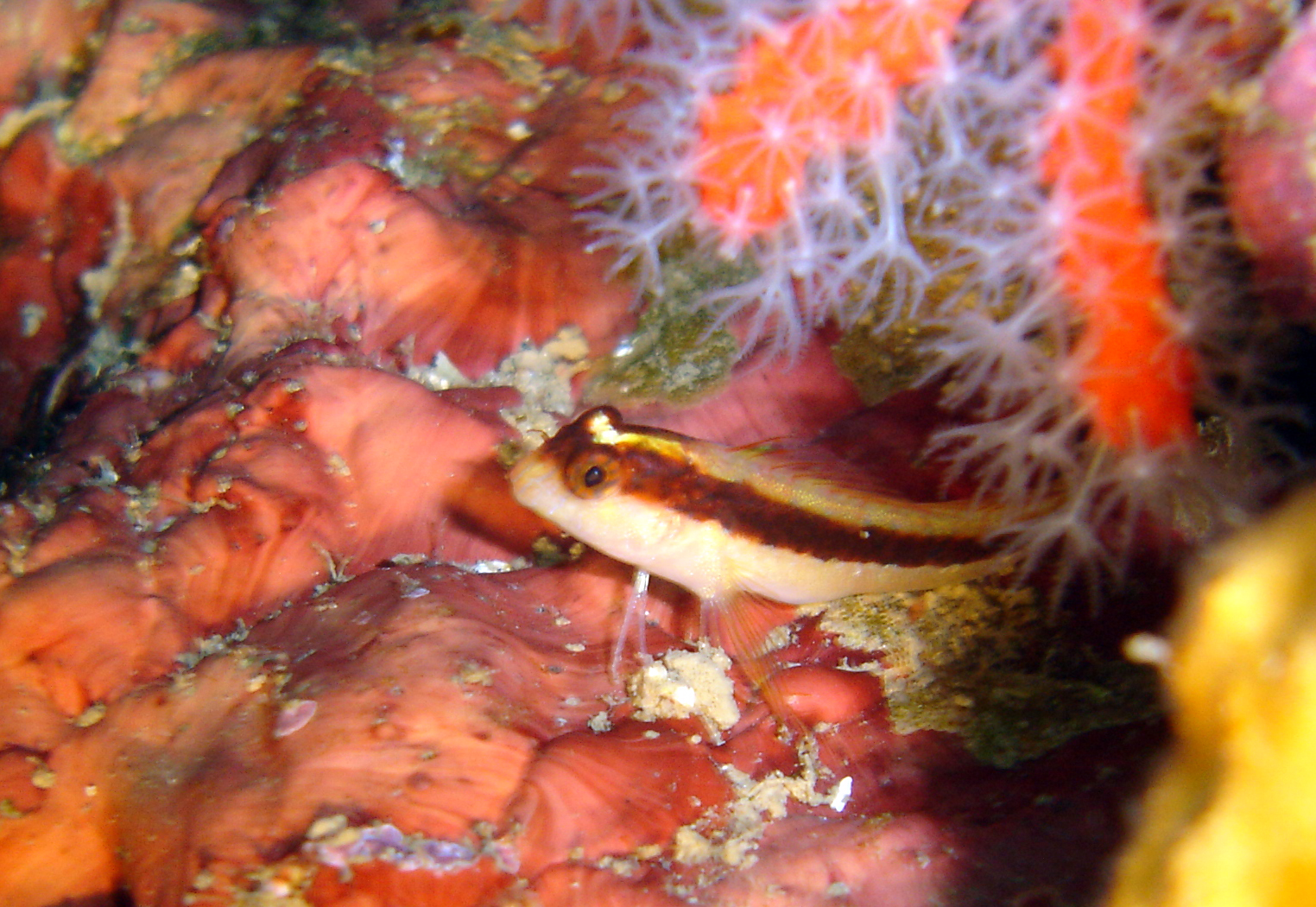
Bavosa de banda negra (Parablennius rouxi)

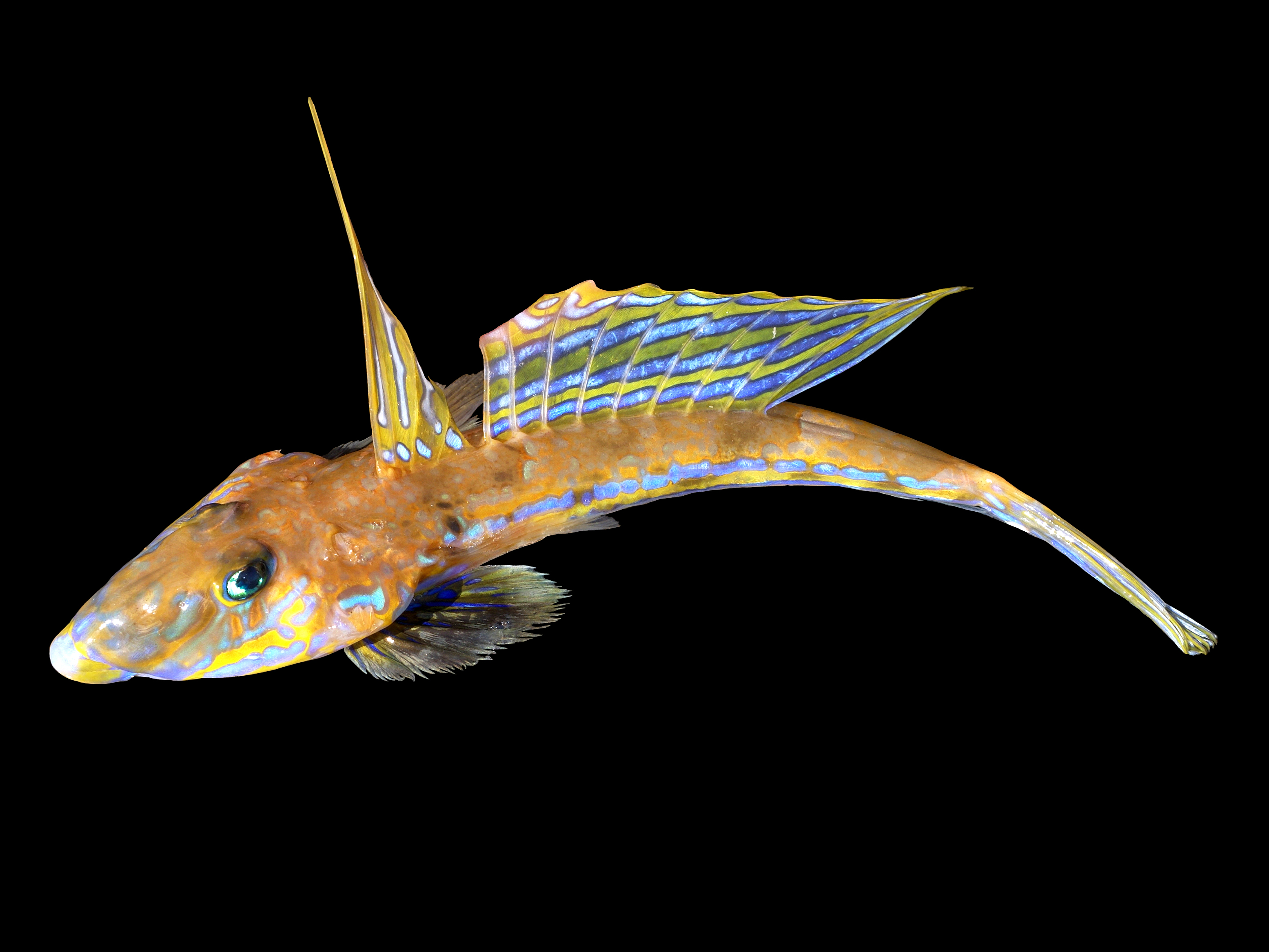
Dragó lira (Callionymus lyra)

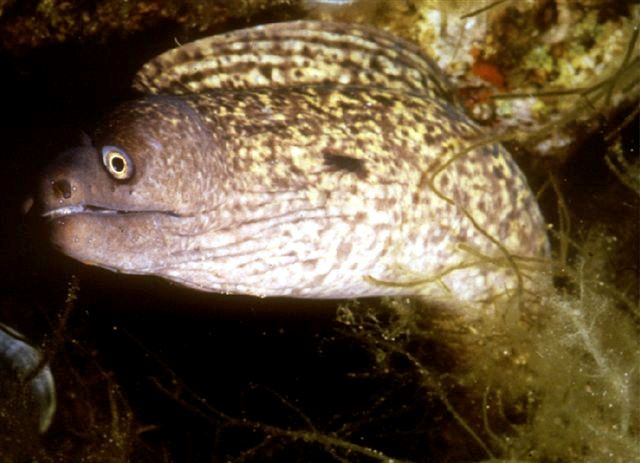
Morena (Muraena helena)

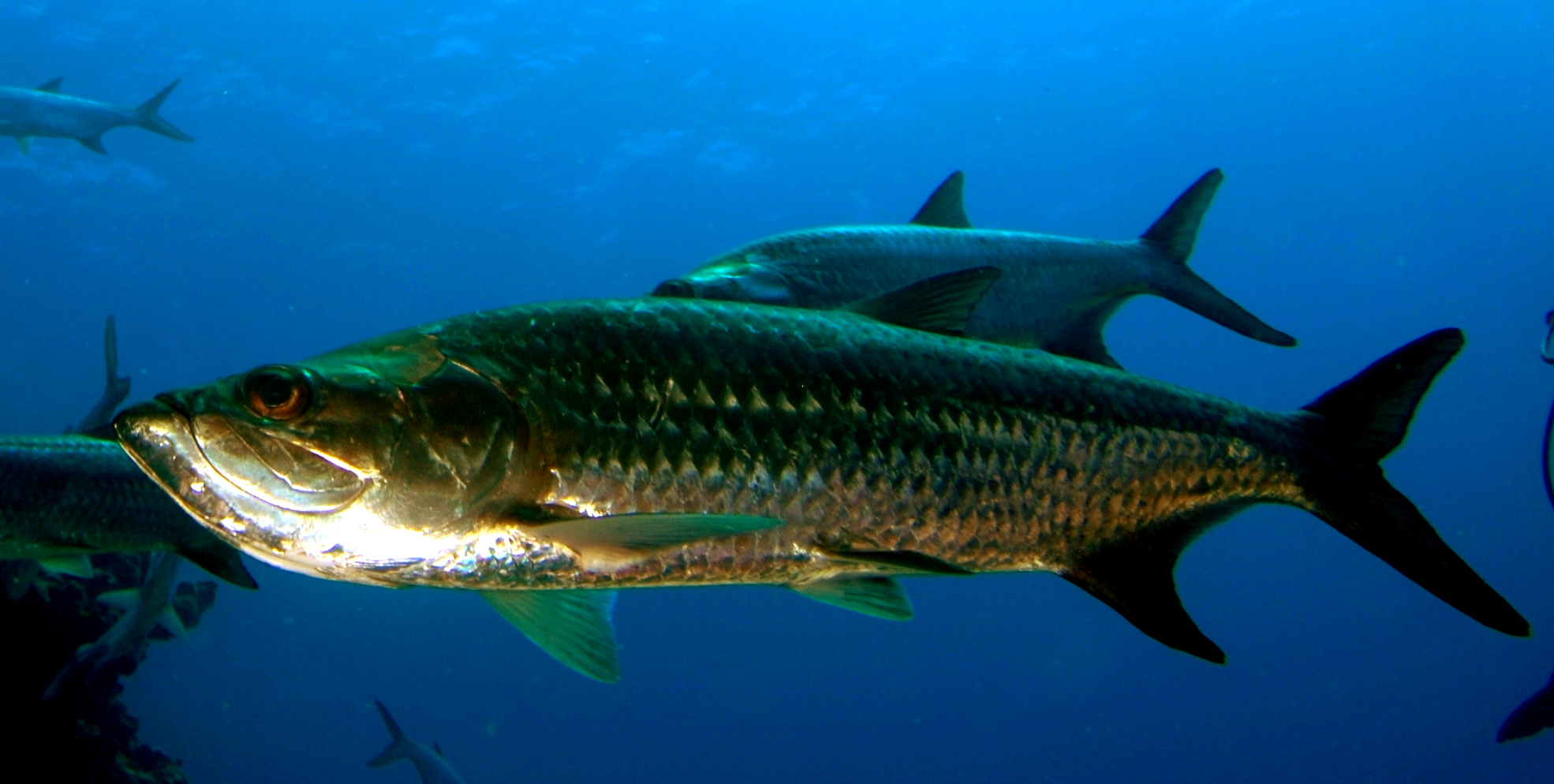
Megalops atlanticus

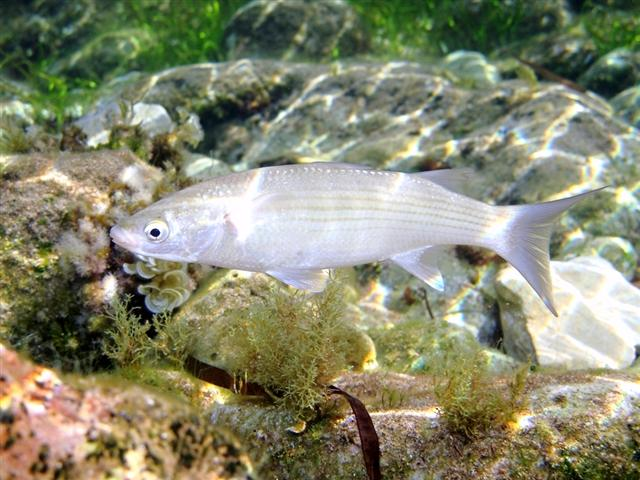
Llissa vera (Chelon labrosus)

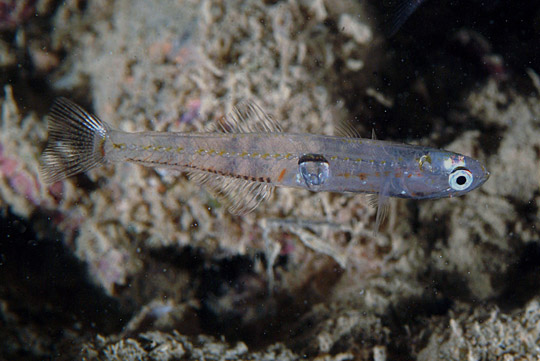
Xanguet (Aphia minuta)

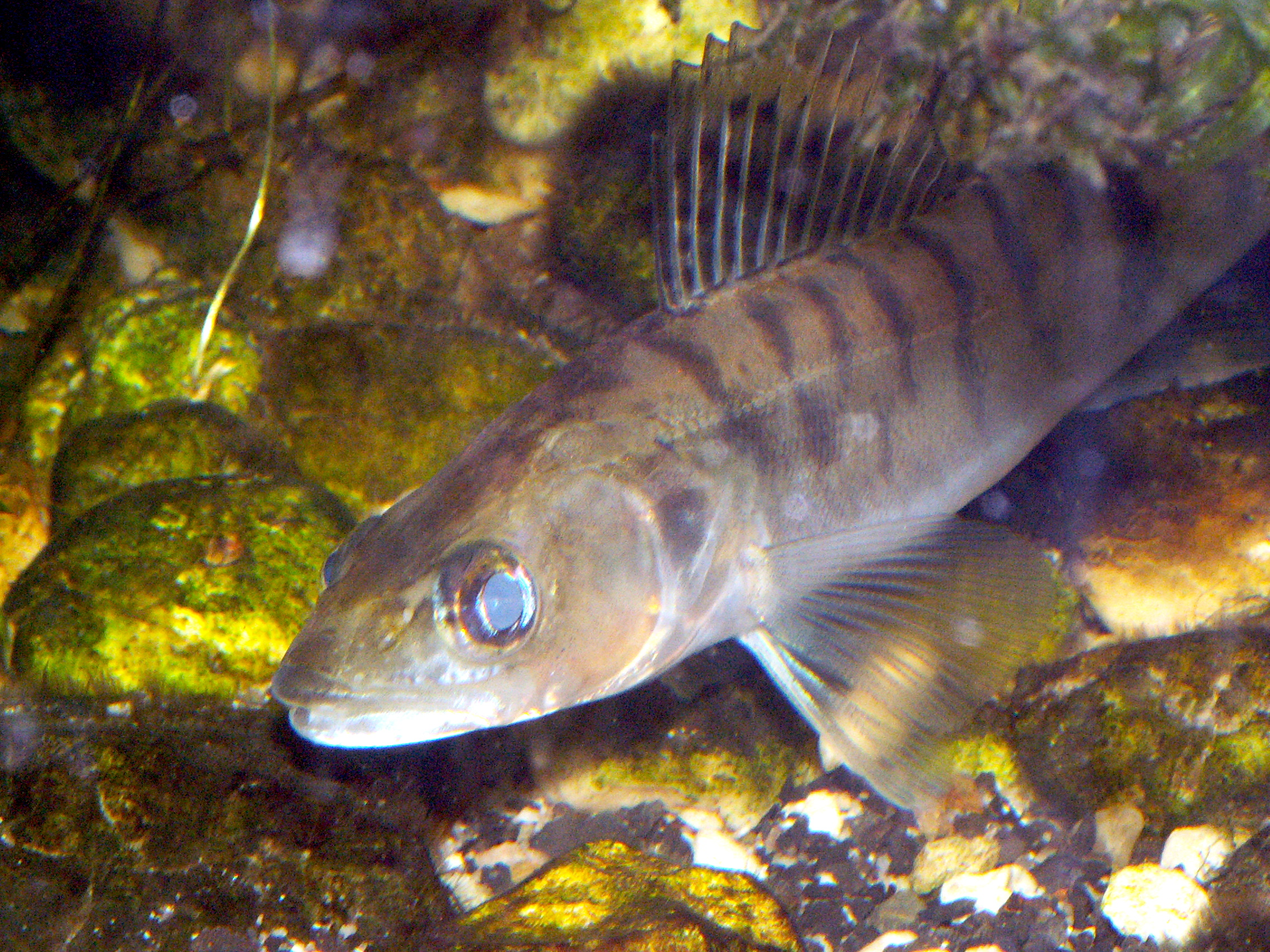
Lucioperca (Sander lucioperca)

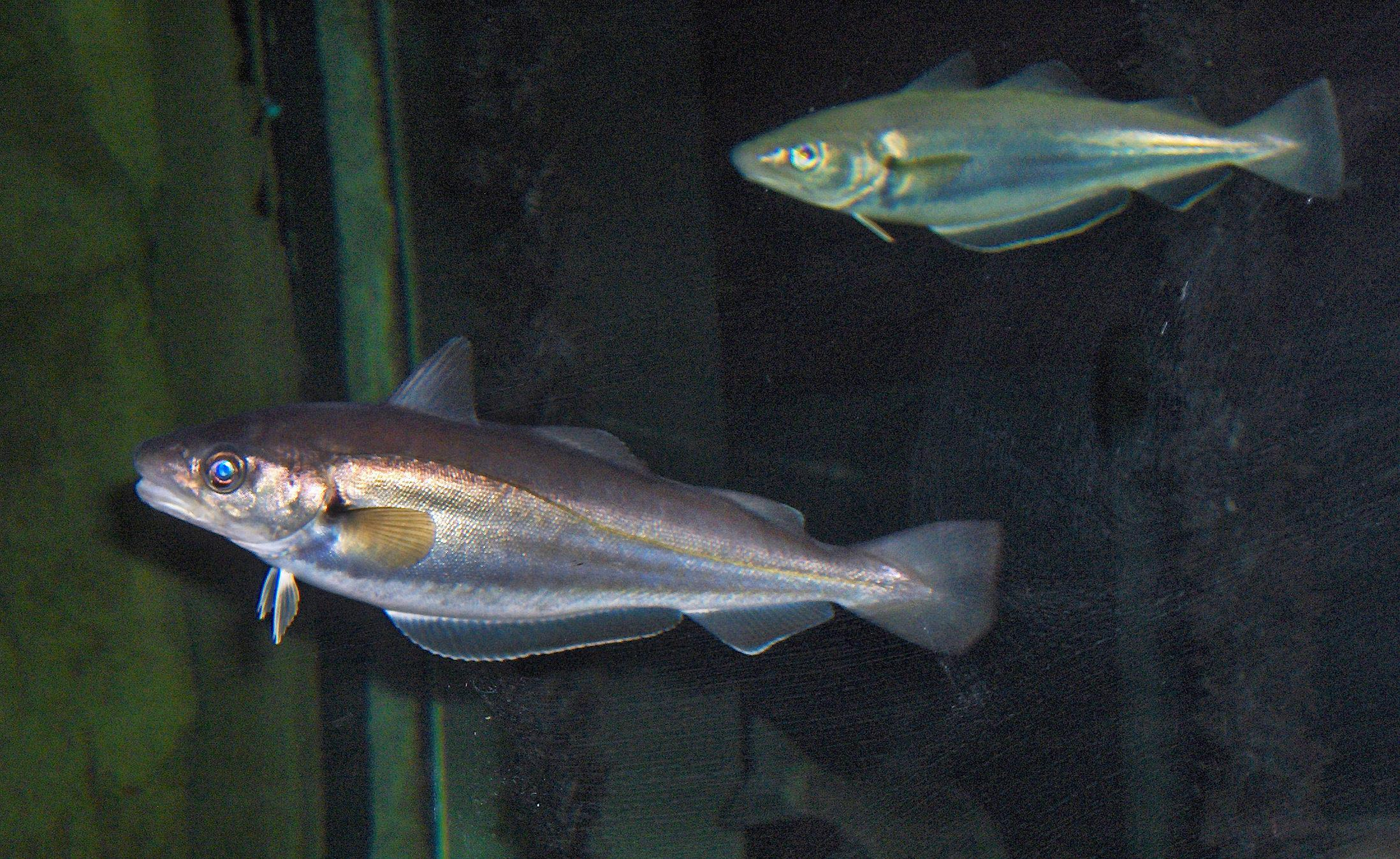
Merlà (Merlangius merlangus)

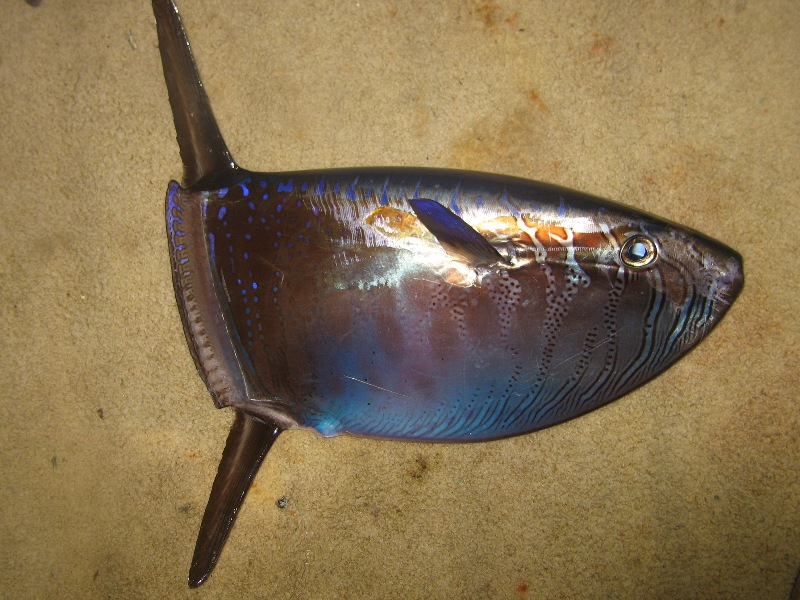
Ranzania laevis

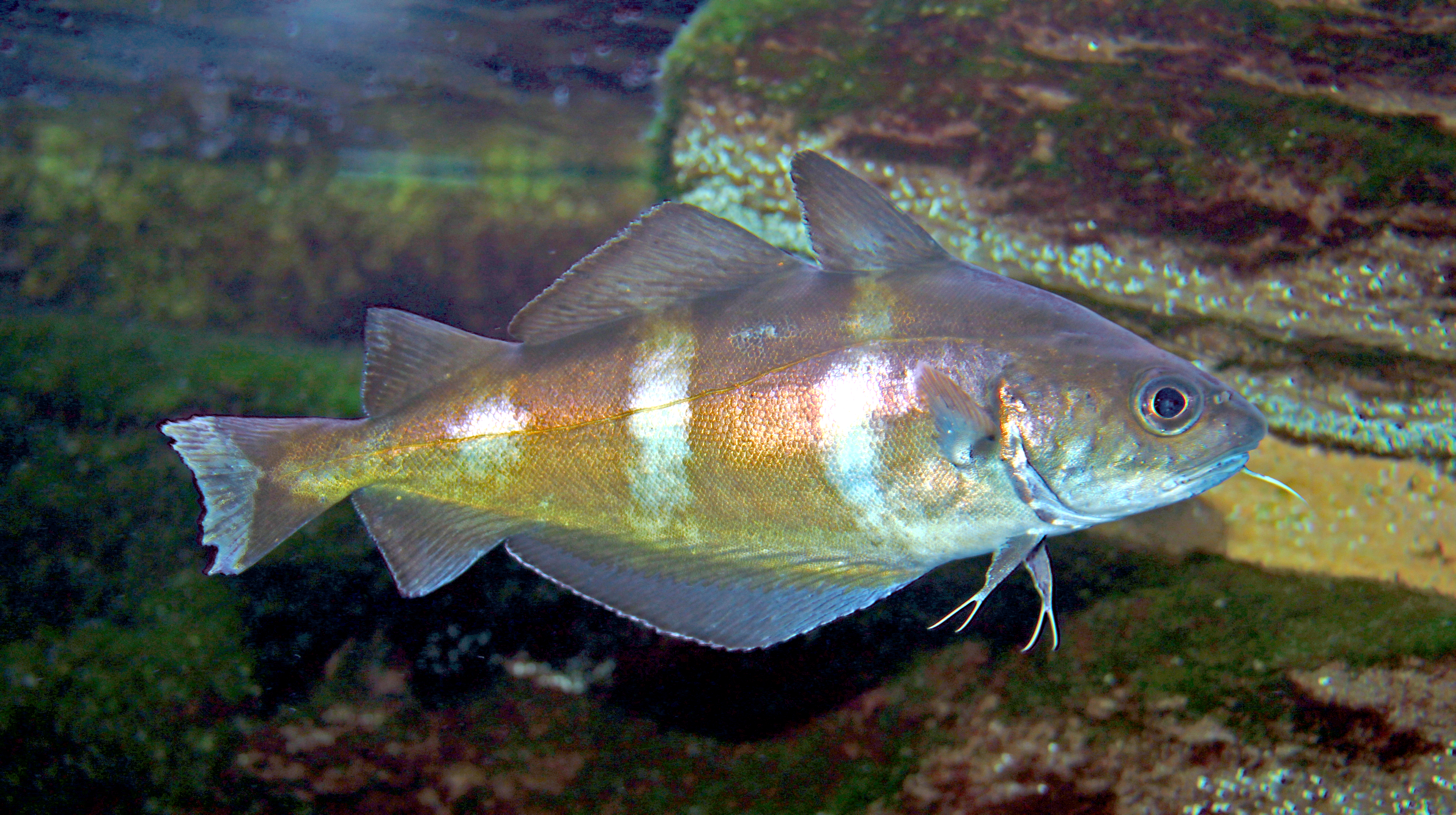
Mòllera fosca (Trisopterus luscus)

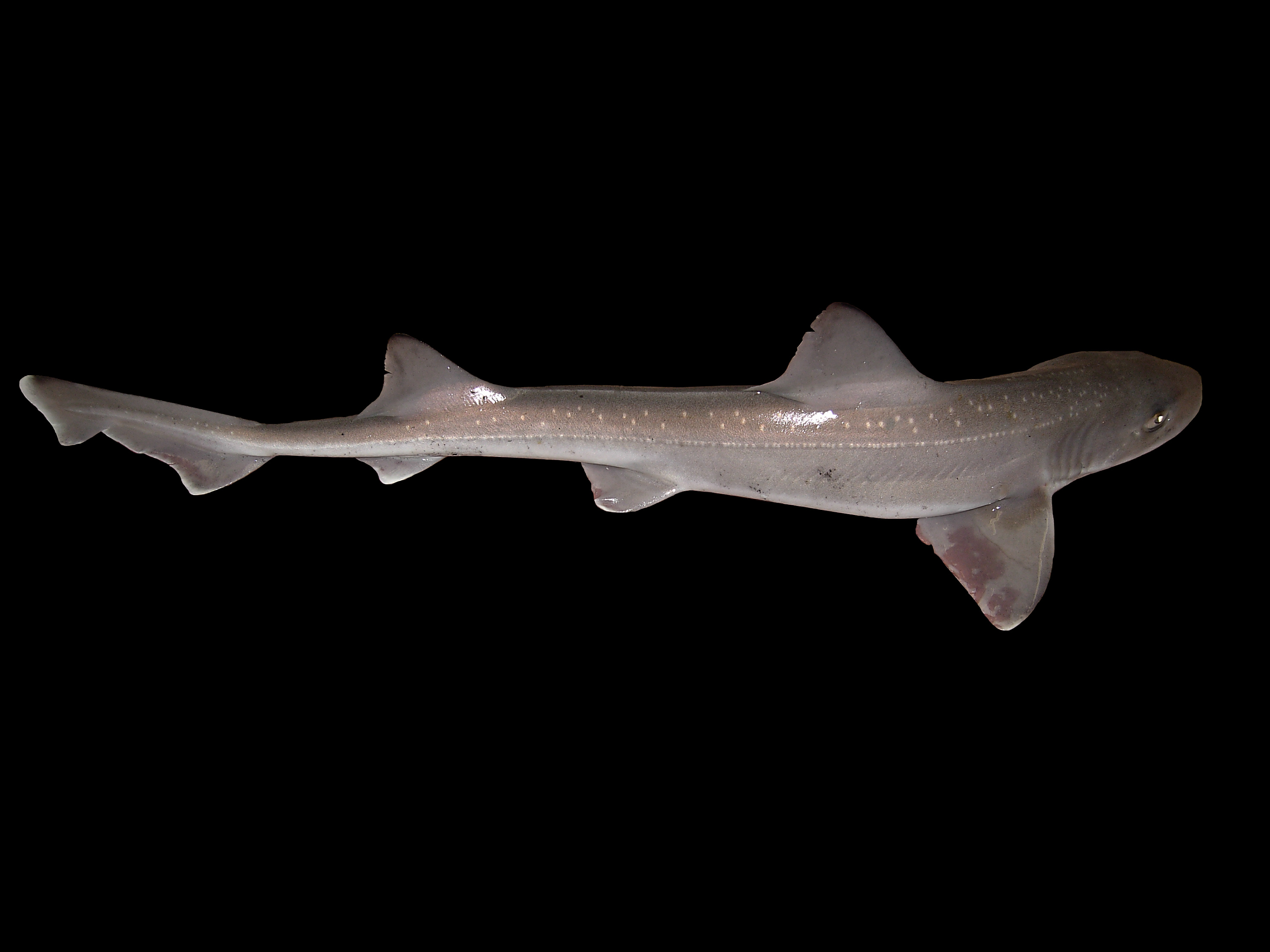
Mussola gravatja (Mustelus asterias)

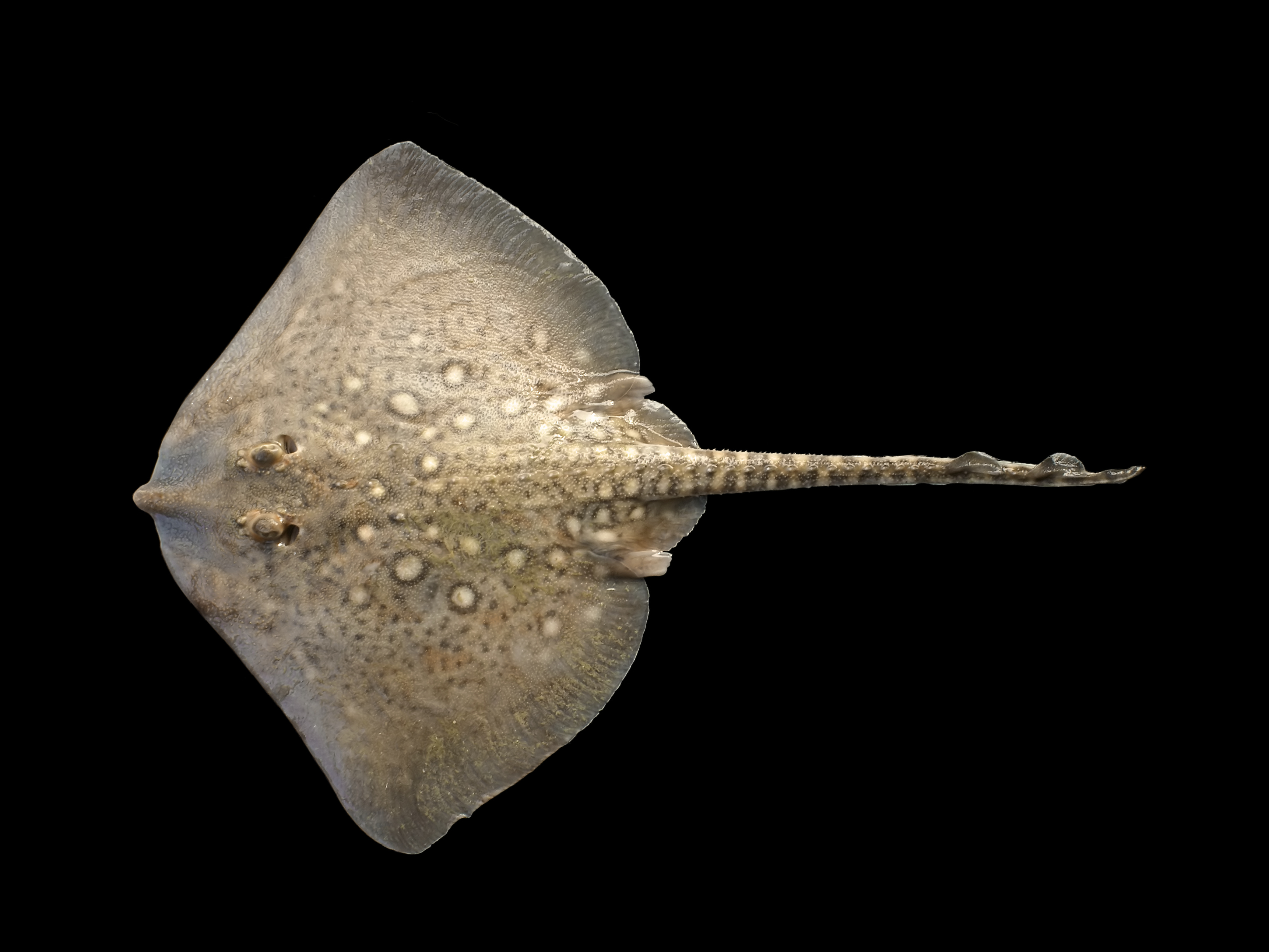
Clavellada (Raja clavata)

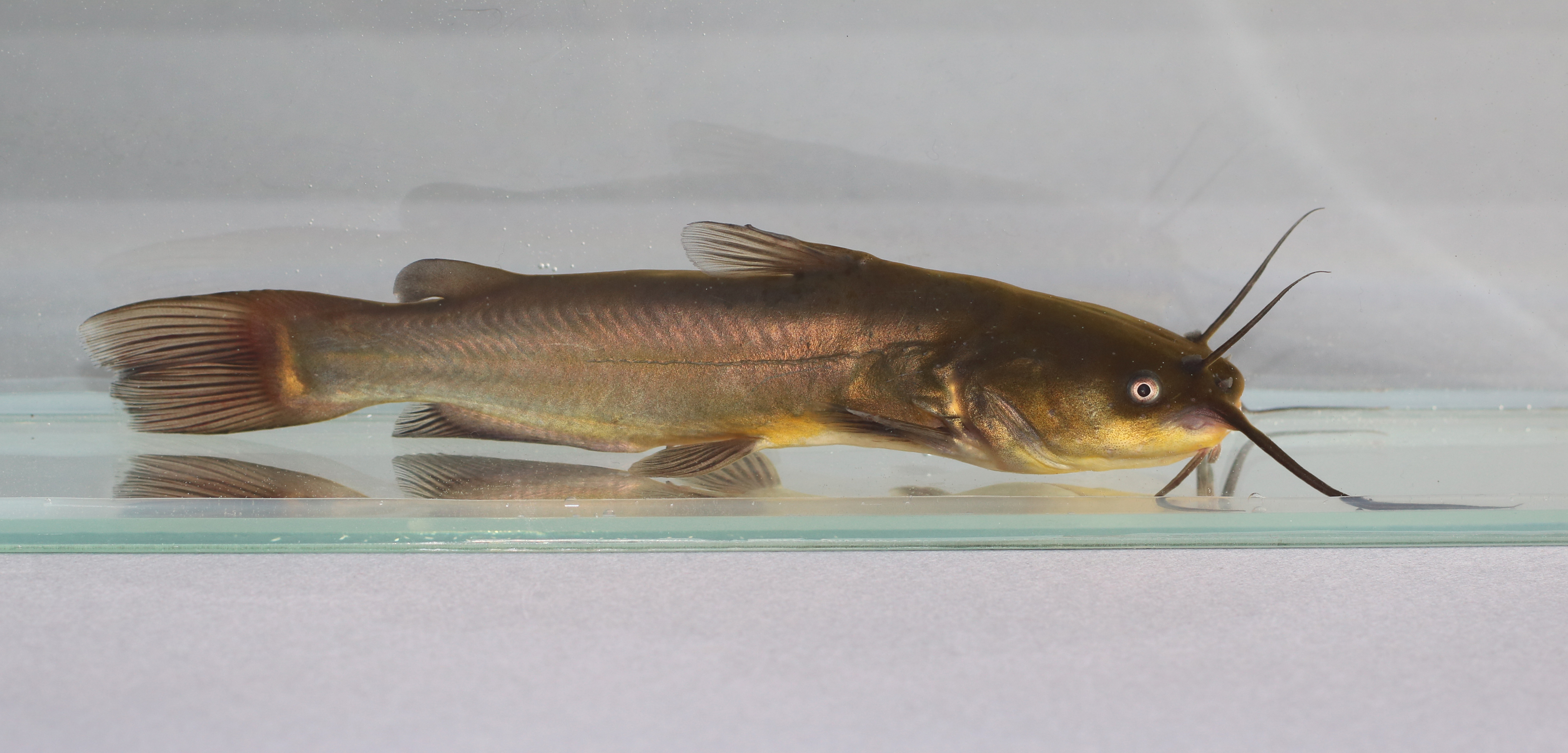
Ameiurus melas

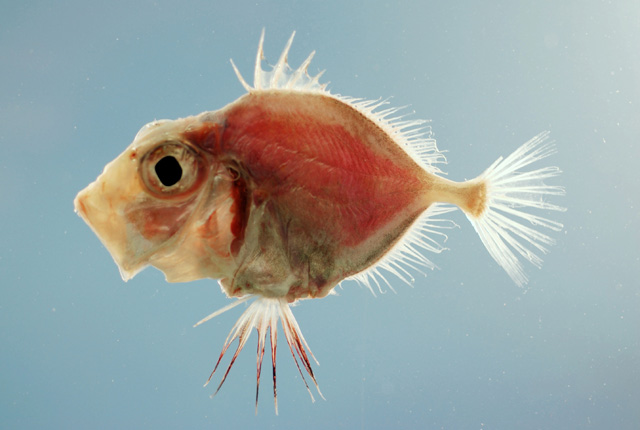
Cyttopsis rosea

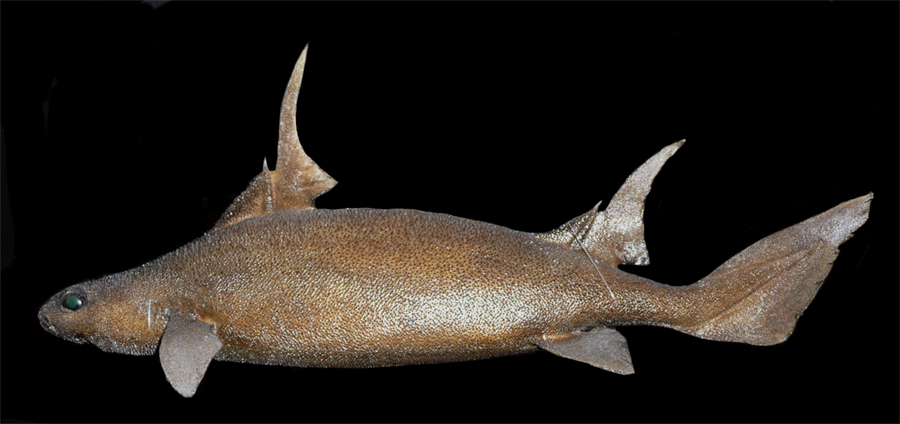
Oxynotus paradoxus

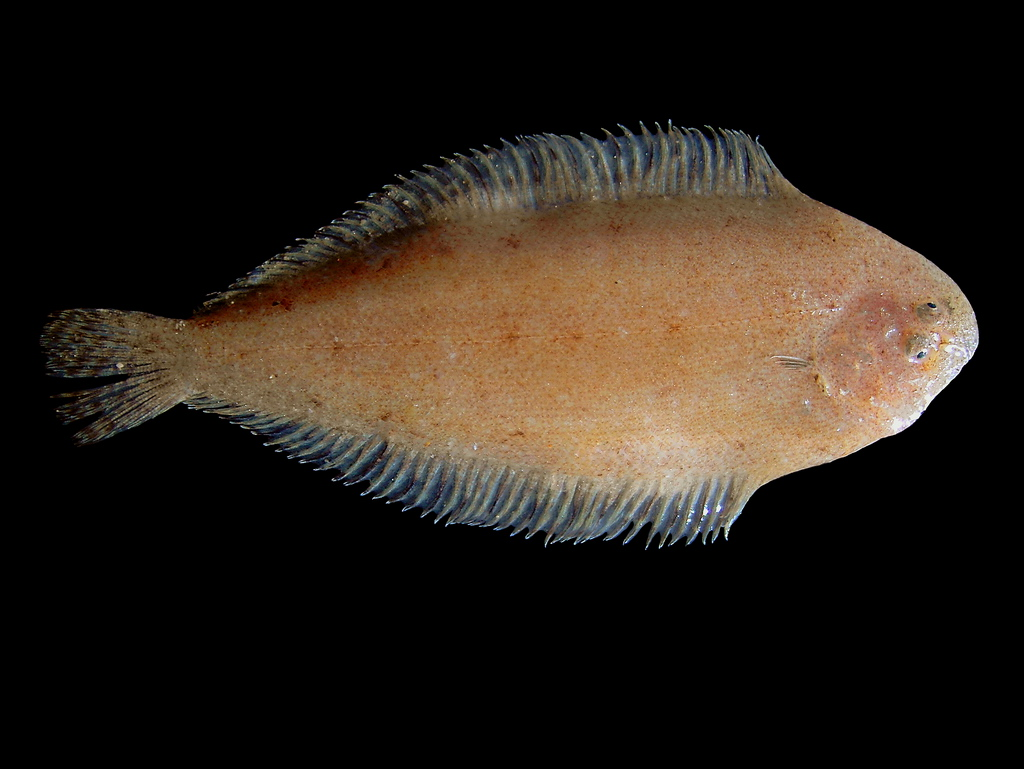
Palaí xic (Buglossidium luteum)

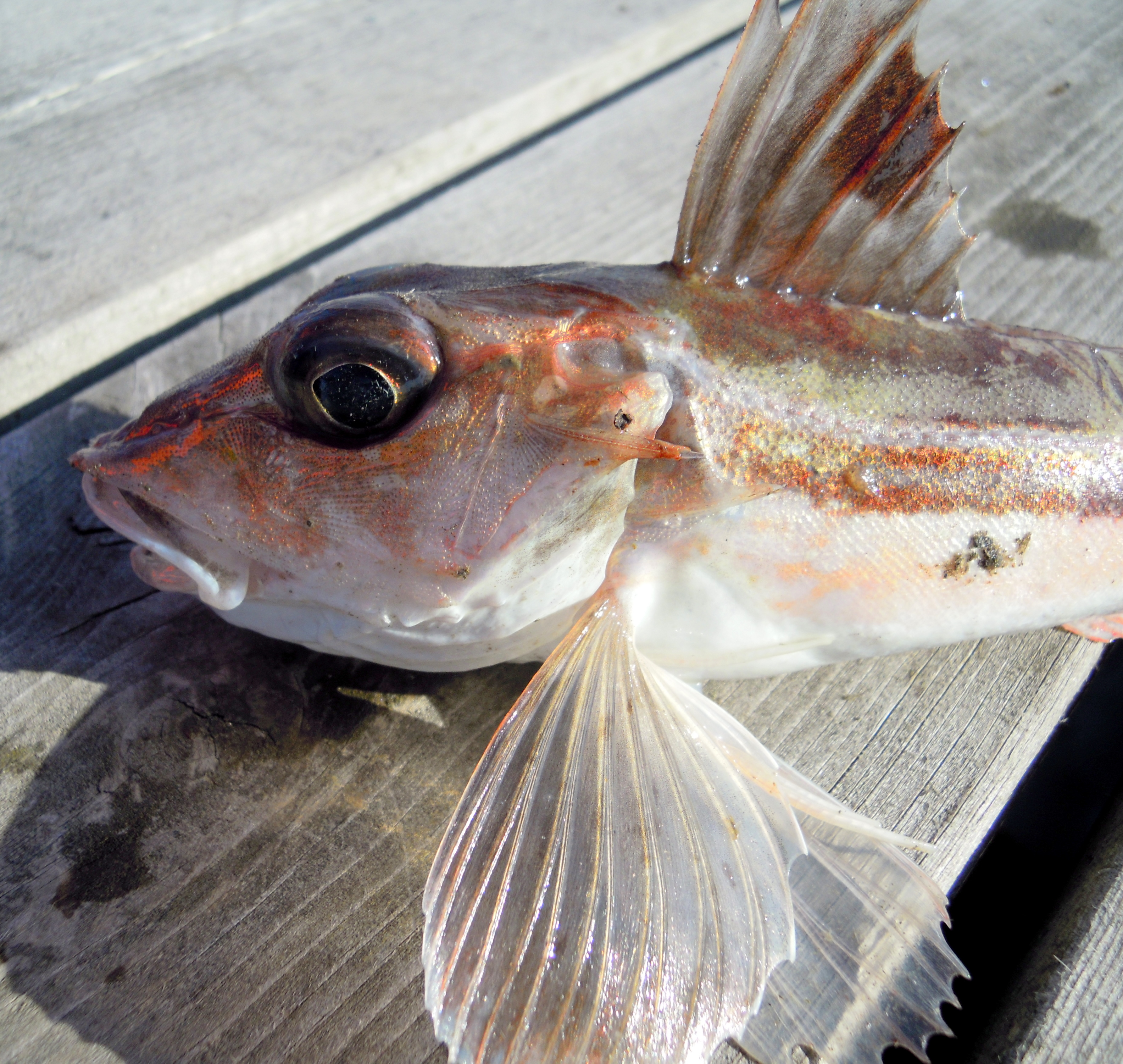
Lluerna verda (Eutrigla gurnardus)

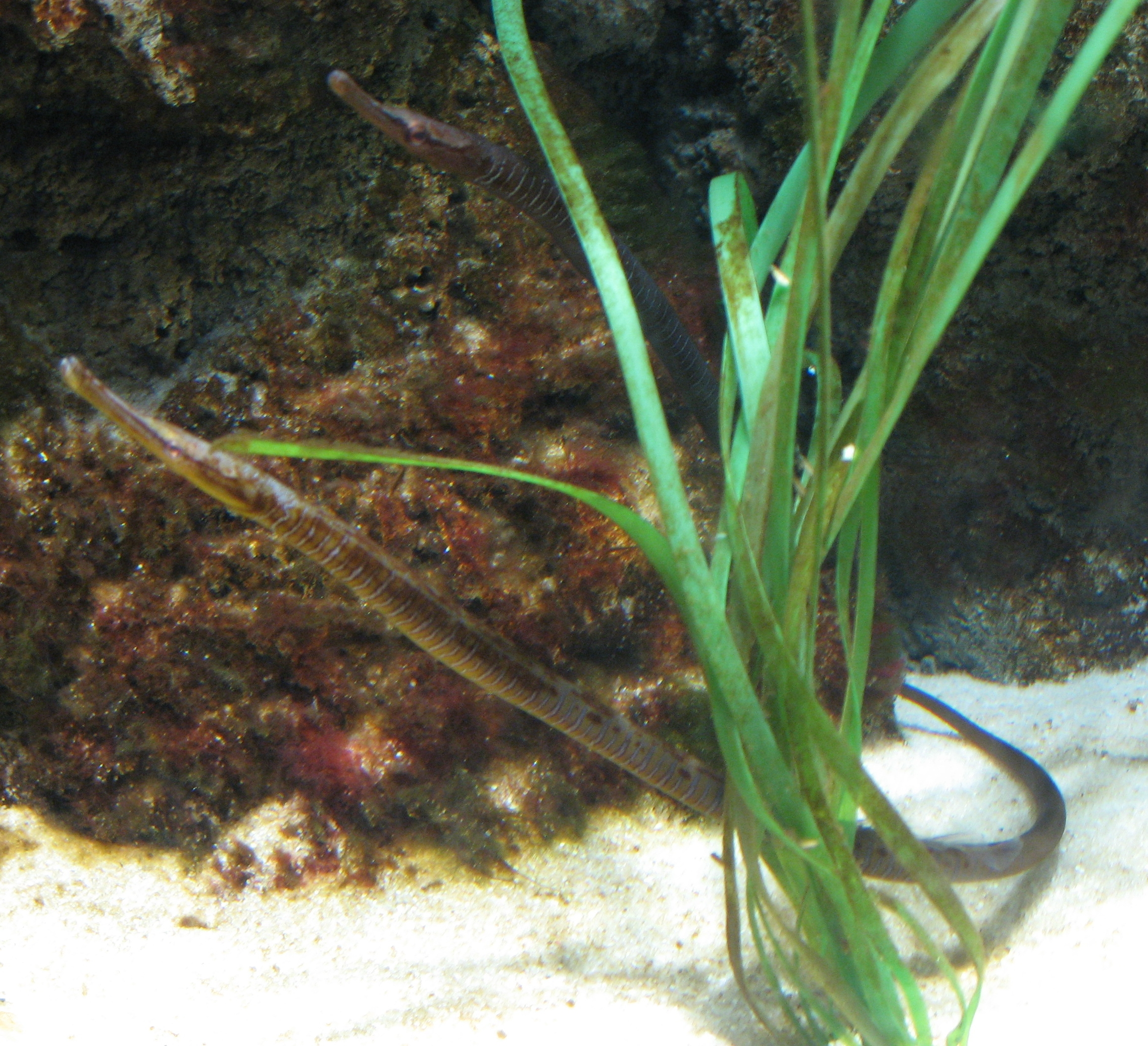
Entelurus aequoreus

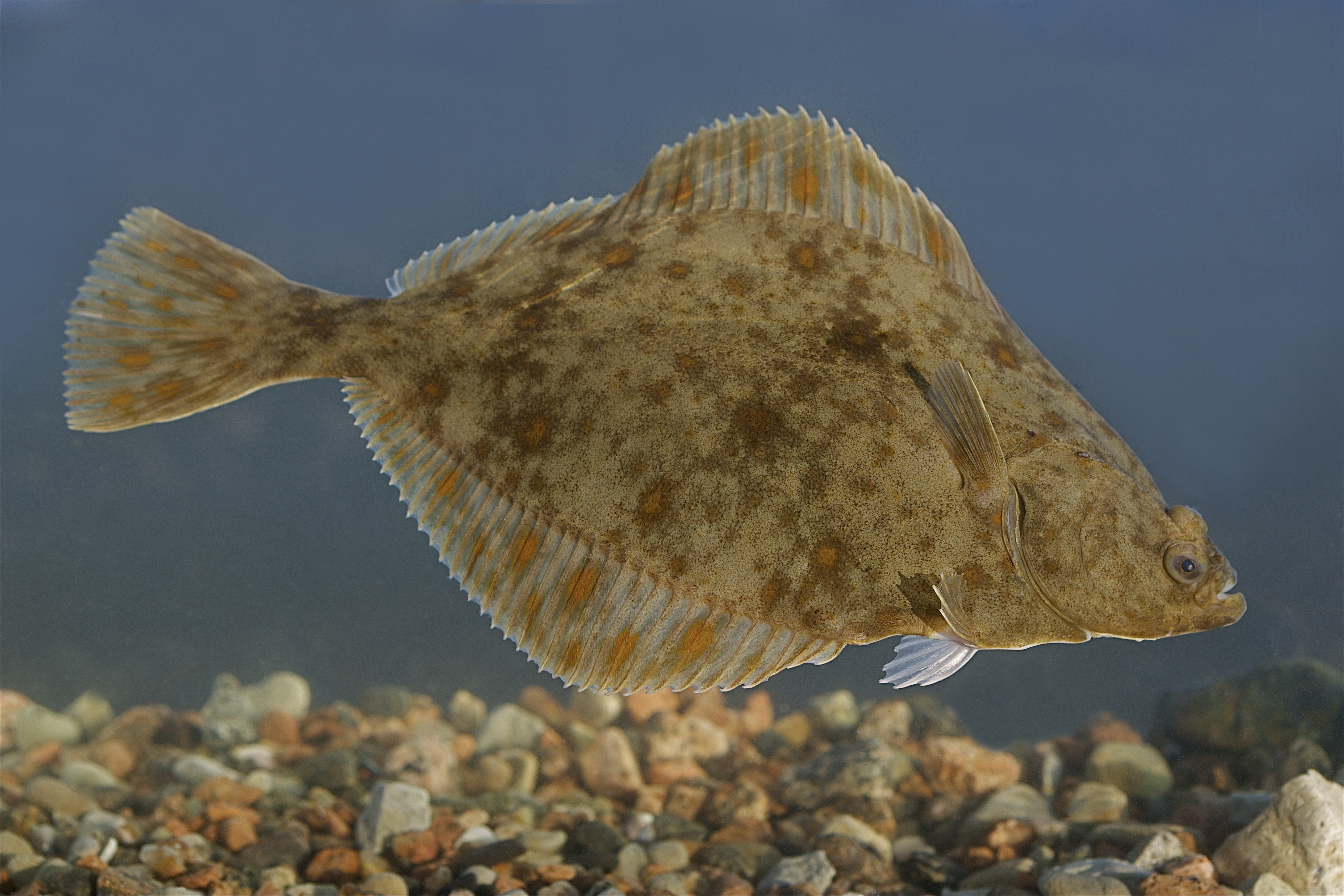
Rèmol de riu (Platichthys flesus)

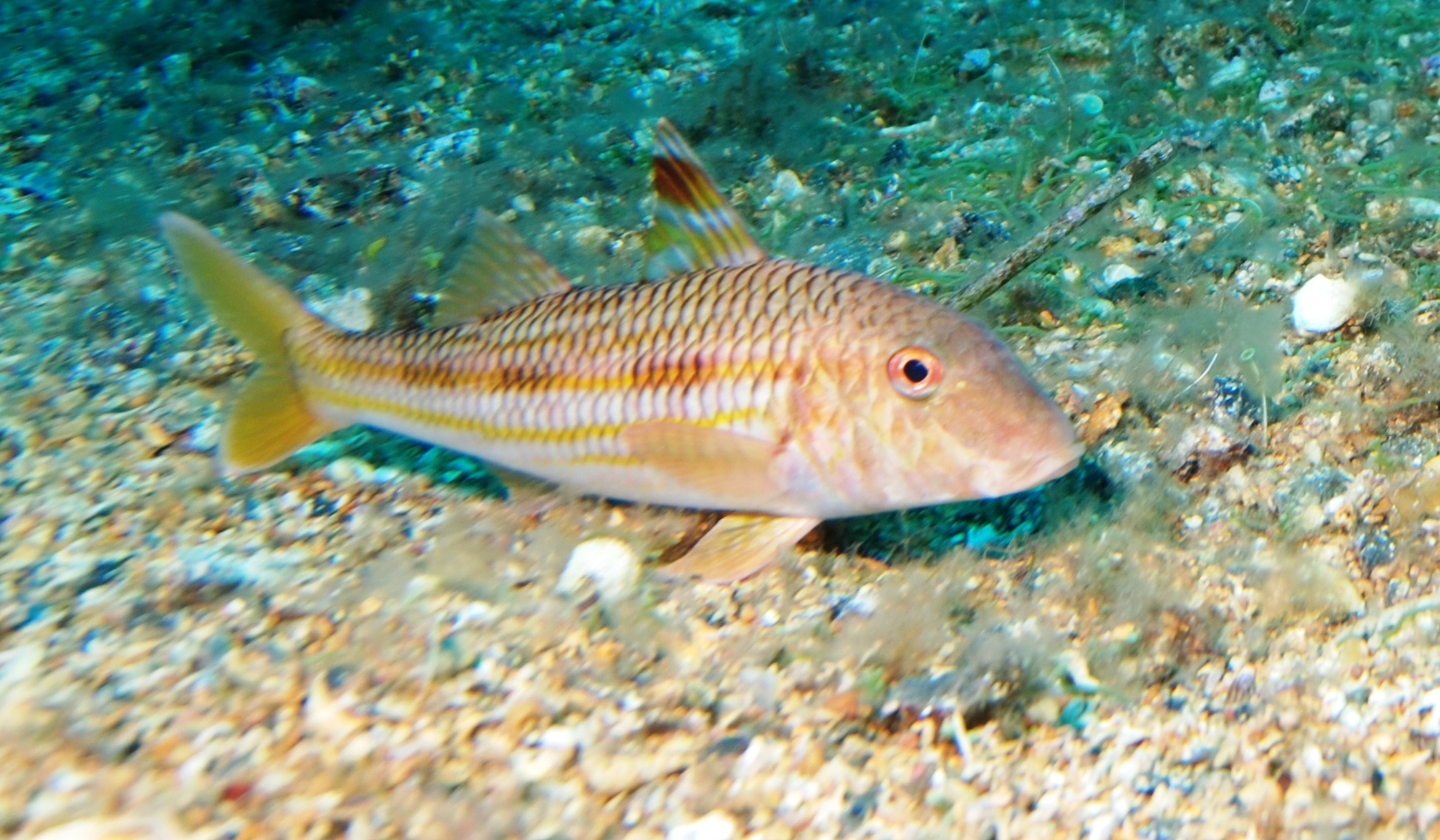
Moll de roca (Mullus surmuletus)

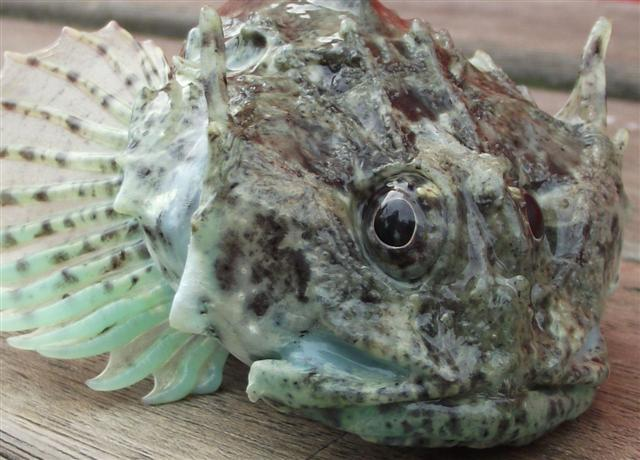
Escorpí de mar d'espines llargues (Taurulus bubalis)

Círvia (Seriola dumerili)

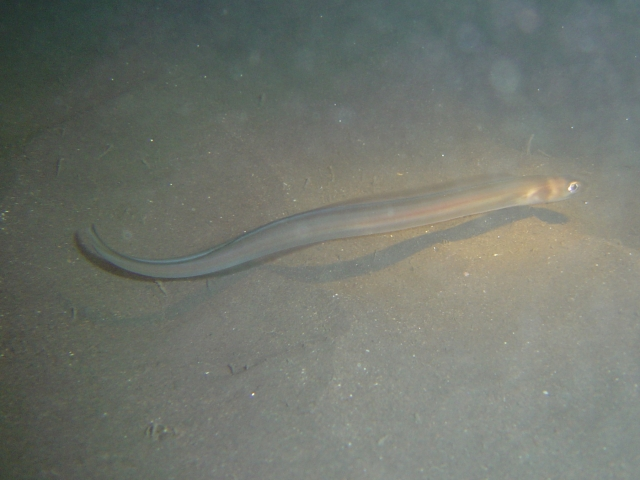
Congre de les Balears (Ariosoma balearicum)

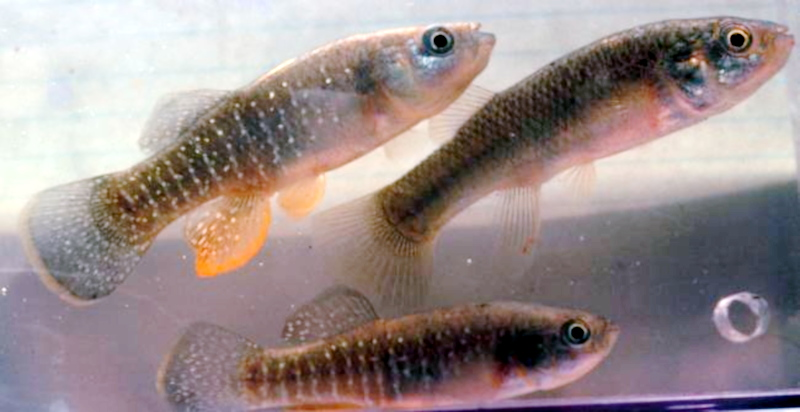
Fúndul (Fundulus heteroclitus)

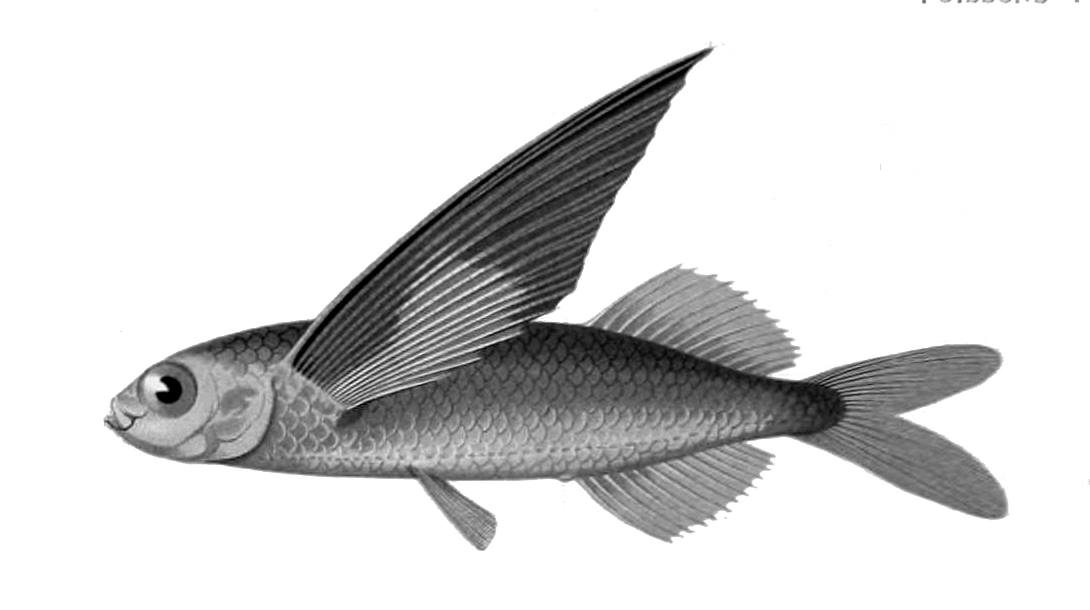
Exocoetus obtusirostris (il·lustració del 1896)

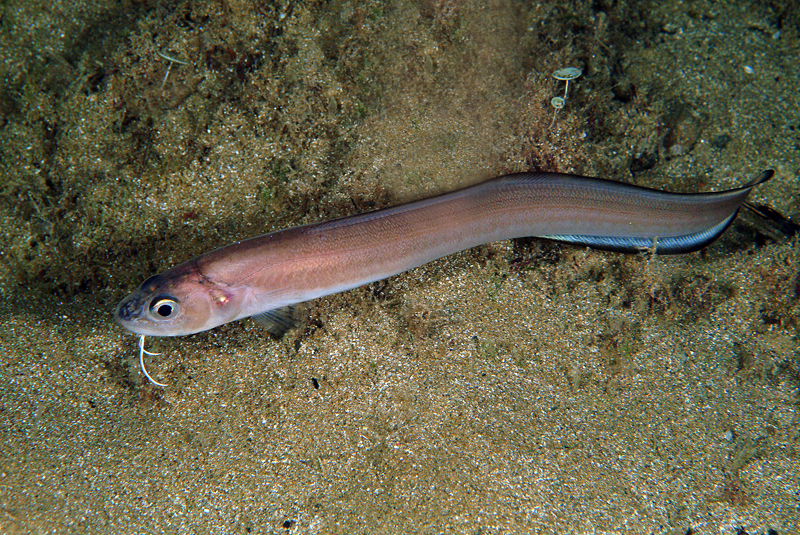
Pixota blanca (Ophidion barbatum)

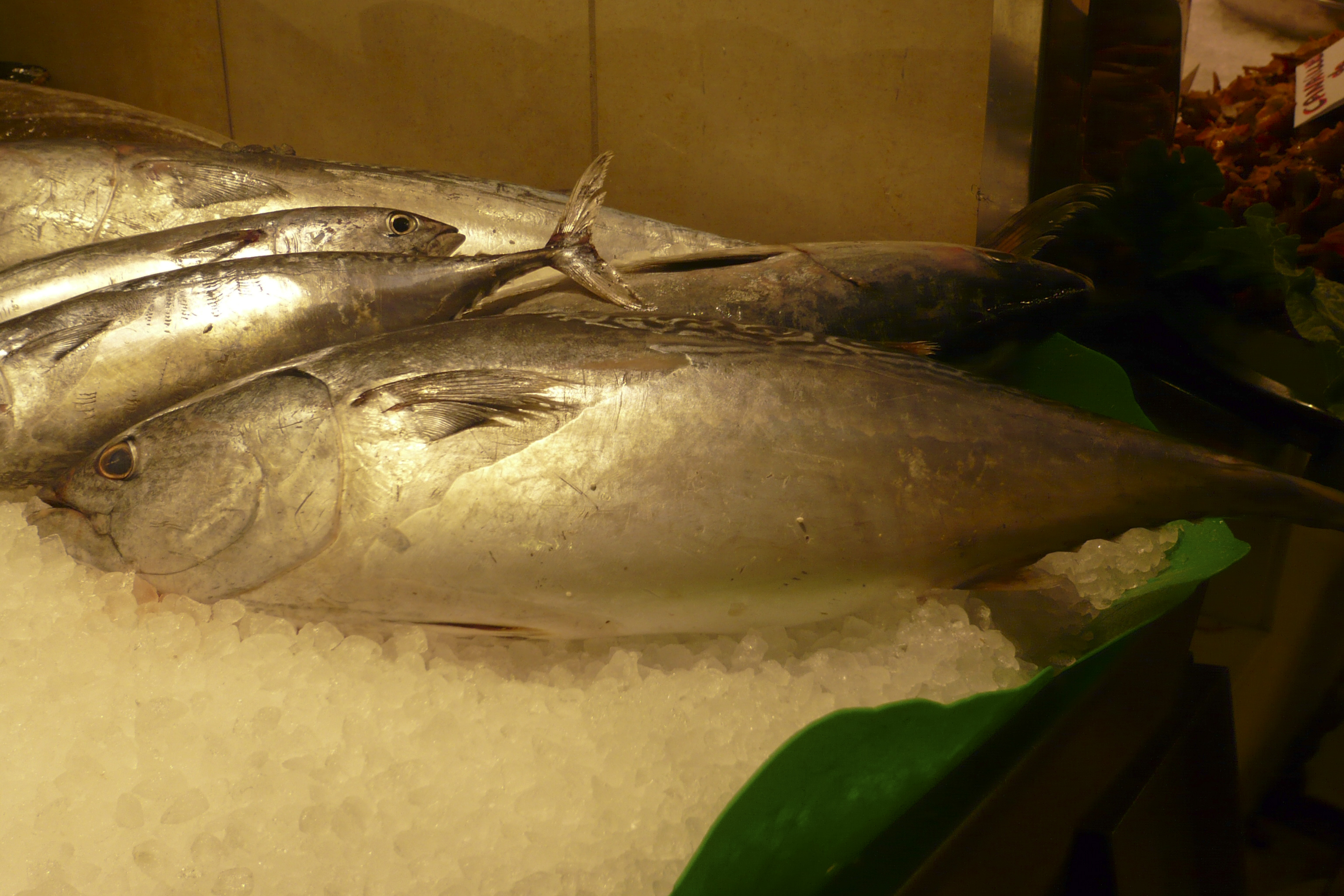
Bacoreta (Euthynnus alletteratus)

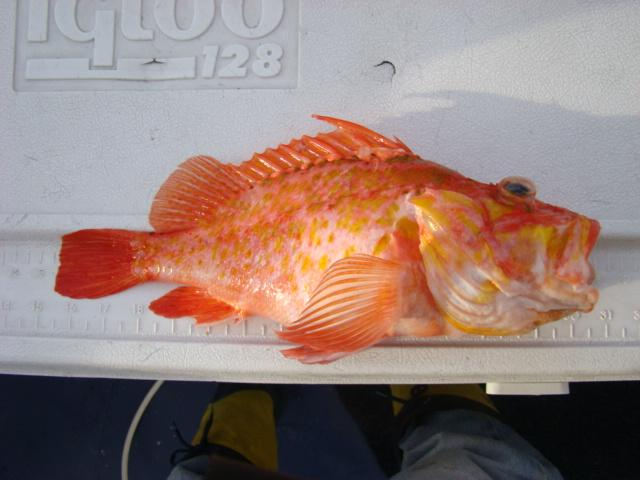
Pontí (Pontinus kuhlii)

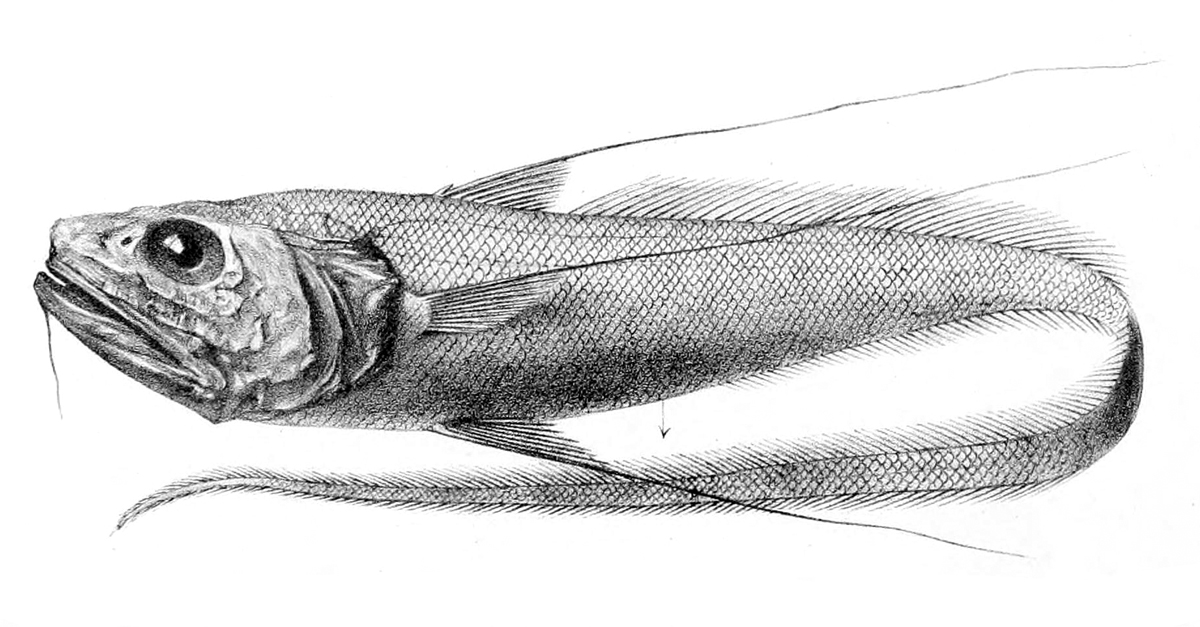
Gadomus longifilis (il·lustració del 1888)

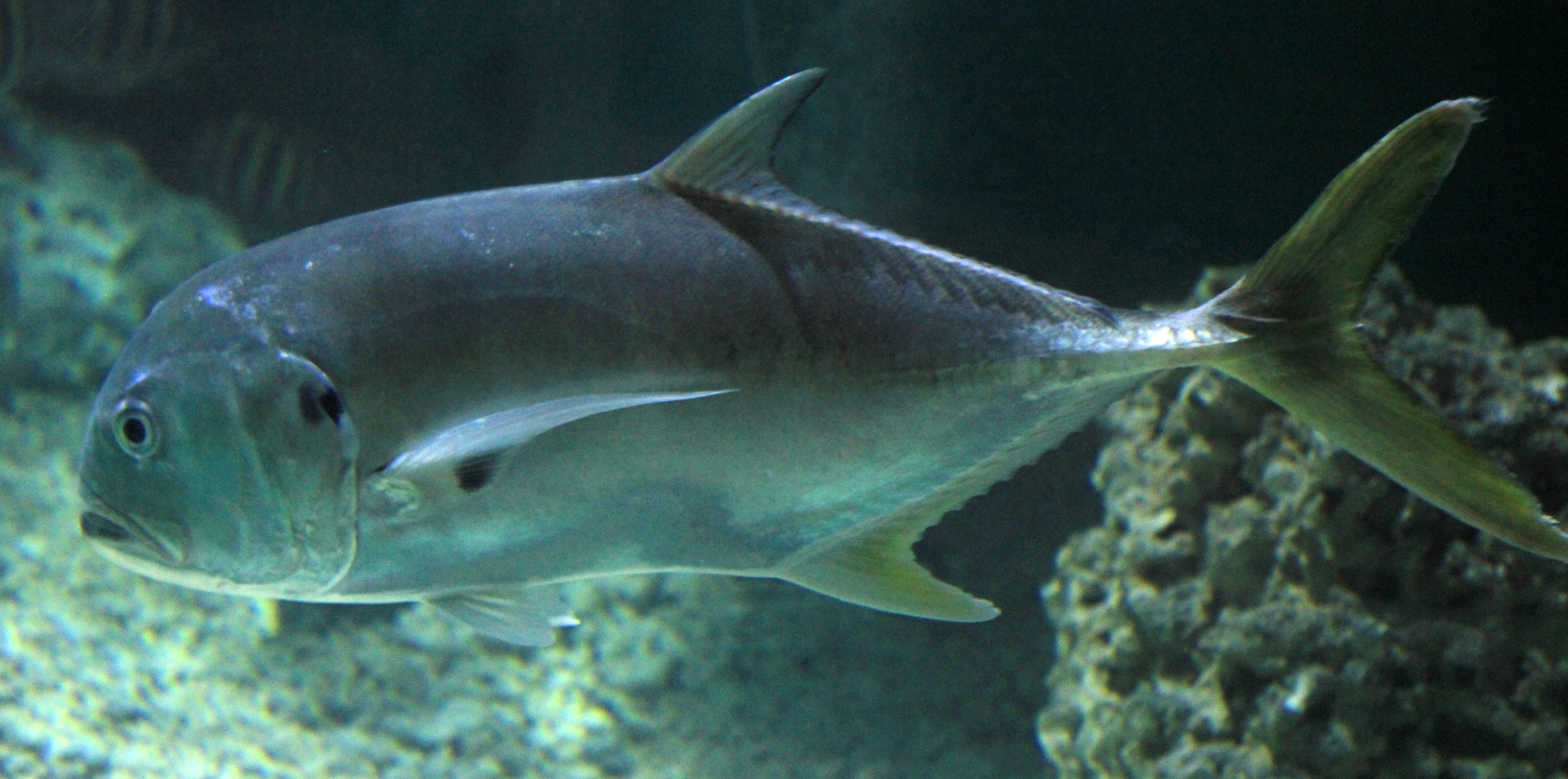
Sorella castanyola (Caranx hippos)

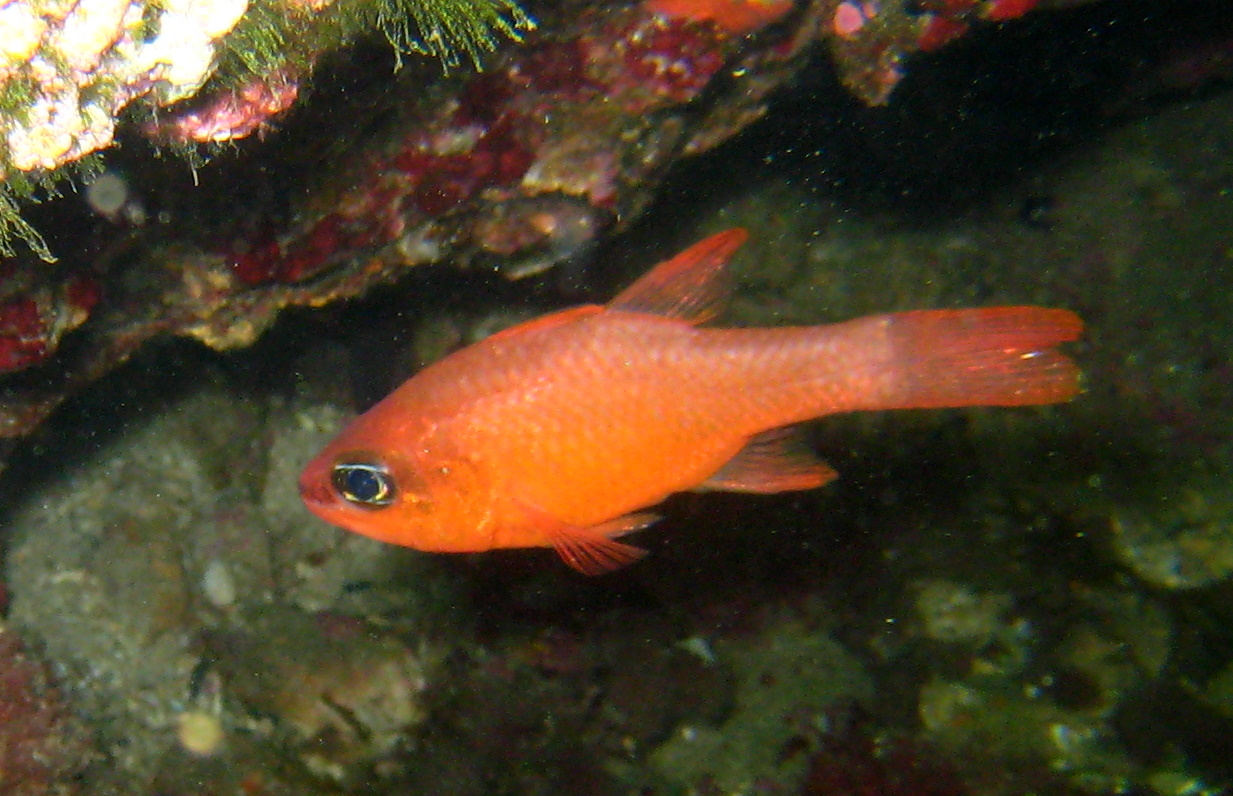
Moll reial (Apogon imberbis)

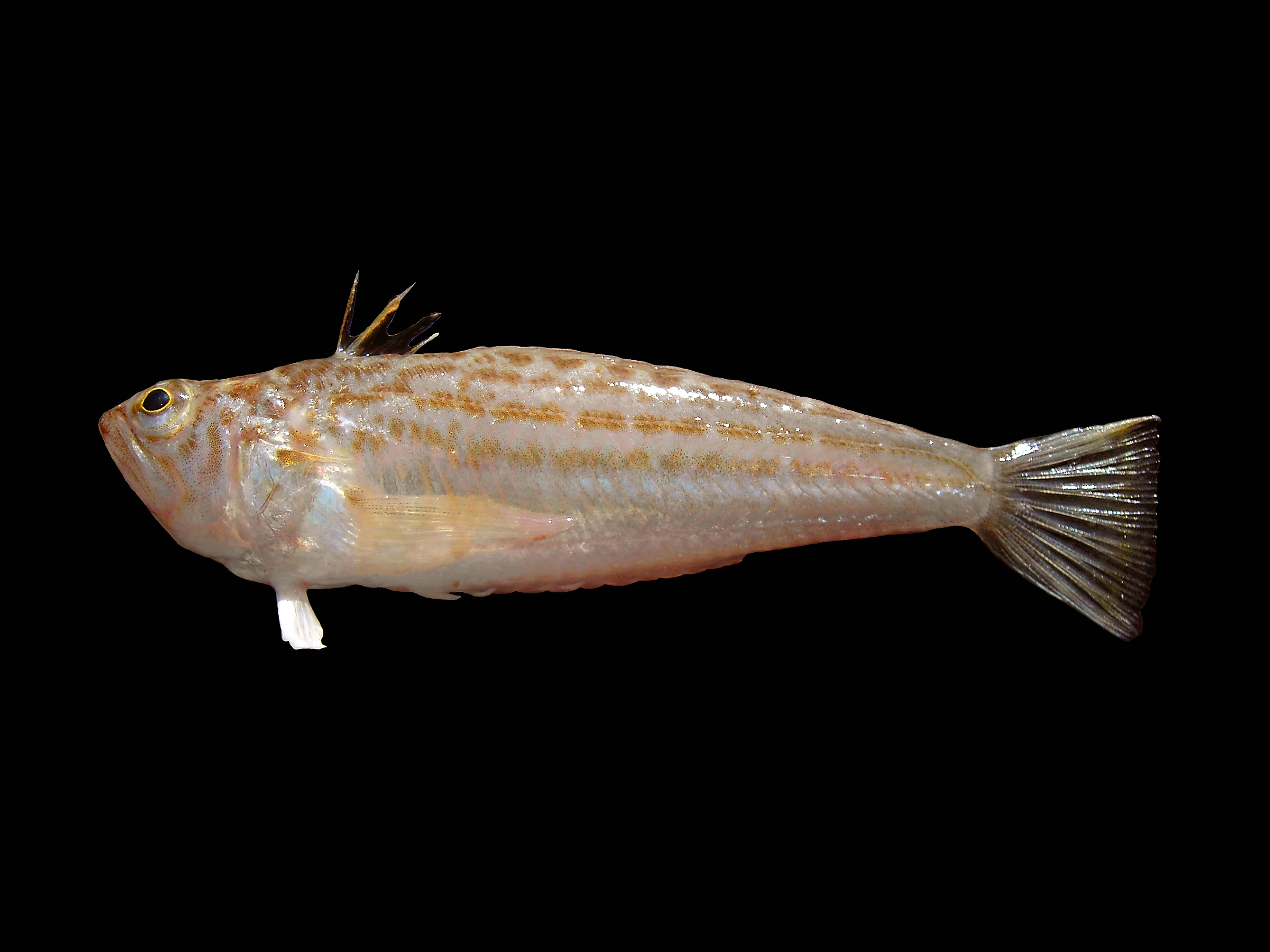
Aranyó (Echiichthys vipera)

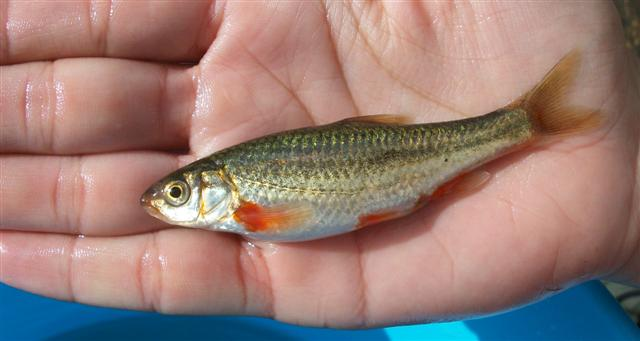
Exemplar dAchondrostoma oligolepis capturat al riu Mondego

Aquesta llista de peixos de Portugal inclou 547 espècies de peixos que es poden trobar actualment a Portugal ordenades per l'ordre alfabètic de llur nom científic.

## A
- Abramis brama
- Abudefduf luridus
- Achondrostoma arcasii
- Achondrostoma occidentale
- Achondrostoma oligolepis
- Acipenser sturio[1]
- Ahliesaurus berryi
- Alburnus alburnus
- Aldrovandia phalacra
- Alectis alexandrina
- Alepisaurus ferox
- Alepocephalus bairdii
- Alepocephalus rostratus
- Alopias superciliosus
- Alopias vulpinus
- Alosa alosa
- Alosa fallax
- Aluterus monoceros
- Aluterus scriptus
- Ameiurus melas
- Ammodytes tobianus
- Anaecypris hispanica
- Anguilla anguilla
- Anotopterus pharao
- Anthias anthias
- Antigonia capros
- Aphanopus carbo
- Aphia minuta
- Apogon imberbis
- Argentina sphyraena
- Argyropelecus aculeatus
- Argyropelecus gigas
- Argyropelecus hemigymnus
- Argyropelecus olfersii
- Argyrosomus regius
- Ariosoma balearicum
- Arnoglossus imperialis
- Arnoglossus laterna
- Arnoglossus thori
- Astronesthes gemmifer
- Astronesthes leucopogon
- Astronesthes niger
- Atherina boyeri
- Atherina presbyter
- Australoheros facetus
- Auxis rochei
- Auxis thazard

## B
- Balistes capriscus
- Barbantus curvifrons
- Bathophilus vaillanti
- Bathygadus melanobranchus
- Bathylagichthys greyae
- Bathylagus euryops
- Bathypterois dubius
- Bathysolea profundicola
- Bathytroctes michaelsarsi
- Bathytroctes microlepis
- Bellottia apoda
- Belone belone
- Belone svetovidovi
- Benthodesmus simonyi
- Benthosema glaciale
- Beryx decadactylus
- Beryx splendens
- Blennius ocellaris
- Bolinichthys indicus
- Boops boops
- Bothus podas
- Brama brama
- Brotulotaenia crassa
- Bufoceratias wedli
- Buglossidium luteum

## C
- Callanthias ruber
- Callionymus lyra
- Callionymus maculatus
- Callionymus pusillus
- Callionymus reticulatus
- Callionymus risso
- Campogramma glaycos
- Capros aper
- Caranx hippos
- Caranx rhonchus
- Carassius auratus
- Carcharhinus longimanus
- Carcharhinus plumbeus
- Carcharodon carcharias
- Cataetyx alleni
- Centracanthus cirrus
- Centrodraco acanthopoma
- Centrolabrus exoletus
- Centrophorus granulosus
- Centrophorus lusitanicus
- Centrophorus squamosus
- Centrophorus uyato
- Centroscyllium fabricii
- Centroscymnus coelolepis
- Centroscymnus crepidater
- Cepola macrophthalma
- Ceratoscopelus maderensis
- Cetorhinus maximus
- Chauliodus danae
- Chauliodus sloani
- Chaunax pictus
- Cheilopogon pinnatibarbatus pinnatibarbatus
- Chelidonichthys cuculus
- Chelidonichthys lucerna
- Chelidonichthys obscurus
- Chelon labrosus
- Chiasmodon niger
- Chilomycterus reticulatus
- Chimaera monstrosa
- Chirostomias pliopterus
- Chlamydoselachus anguineus
- Chlorophthalmus agassizi
- Chromis chromis
- Chromogobius britoi
- Ciliata mustela
- Clinitrachus argentatus
- Cobitis calderoni
- Cobitis paludica
- Coelorinchus caelorhincus
- Coelorinchus labiatus
- Conger conger
- Conocara macropterum
- Conocara murrayi
- Coris julis
- Coryphaenoides guentheri
- Coryphoblennius galerita
- Crystallogobius linearis
- Ctenolabrus rupestris
- Cubiceps gracilis
- Cyclopterus lumpus
- Cyclothone acclinidens
- Cyclothone braueri
- Cyclothone livida
- Cyclothone microdon
- Cyclothone pallida
- Cyclothone pseudopallida
- Cyprinus carpio
- Cyttopsis rosea

## D
- Dalatias licha
- Dalophis imberbis
- Dasyatis centroura
- Dasyatis pastinaca
- Deania calcea
- Deltentosteus collonianus
- Dentex dentex
- Dentex gibbosus
- Dentex macrophthalmus
- Dentex maroccanus
- Diaphus bertelseni
- Diaphus holti
- Diaphus metopoclampus
- Diaphus rafinesquii
- Dicentrarchus labrax
- Dicentrarchus punctatus
- Dicologlossa cuneata
- Diogenichthys atlanticus
- Diplecogaster bimaculata
- Diplodus annularis
- Diplodus bellottii
- Diplodus cervinus
- Diplodus puntazzo
- Diplodus sargus cadenati
- Diplodus sargus sargus
- Diplodus vulgaris
- Diplophos taenia
- Dipturus batis
- Dipturus oxyrinchus
- Diretmus argenteus
- Dolicholagus longirostris
- Dysomma brevirostre

## E
- Echelus myrus
- Echiichthys vipera
- Echinorhinus brucus
- Echiostoma barbatum
- Electrona risso
- Engraulis encrasicolus
- Entelurus aequoreus
- Epinephelus adscensionis
- Epinephelus aeneus
- Epinephelus caninus
- Epinephelus costae
- Epinephelus marginatus
- Esox lucius
- Etmopterus princeps
- Etmopterus pusillus
- Etmopterus spinax
- Eurypharynx pelecanoides
- Eustomias obscurus
- Euthynnus alletteratus
- Eutrigla gurnardus
- Evermannella balbo
- Exocoetus obtusirostris

## F
- Facciolella oxyrhyncha
- Flagellostomias boureei
- Fundulus heteroclitus

## G
- Gadella maraldi
- Gadiculus argenteus
- Gadomus longifilis
- Gaidropsarus biscayensis
- Gaidropsarus mediterraneus
- Gaidropsarus vulgaris
- Galeorhinus galeus
- Galeus melastomus
- Gambusia affinis
- Gambusia holbrooki
- Gasterosteus aculeatus
- Gnatholepis thompsoni
- Gnathophis mystax
- Gobio gobio
- Gobio lozanoi
- Gobius bucchichi
- Gobius cruentatus
- Gobius niger
- Gobius paganellus
- Gobius roulei
- Gobius xanthocephalus
- Gonichthys cocco
- Gonostoma denudatum
- Guentherus altivela
- Gymnammodytes cicerelus
- Gymnammodytes semisquamatus
- Gymnothorax unicolor
- Gymnura altavela

## H
- Halobatrachus didactylus
- Halosauropsis macrochir
- Halosaurus johnsonianus
- Hexanchus griseus
- Himantolophus compressus
- Himantolophus groenlandicus
- Hippocampus guttulatus
- Hippocampus hippocampus
- Hirundichthys rondeletii
- Hoplostethus mediterraneus
- Hydrolagus affinis
- Hydrolagus lusitanicus[2]
- Hygophum benoiti
- Hygophum hygomii
- Hymenocephalus italicus
- Hyperoglyphe perciformis[3]
- Hyperoplus lanceolatus

## I
- Iberochondrostoma almacai[4]
- Iberochondrostoma lemmingii
- Iberochondrostoma lusitanicum
- Iberochondrostoma olisiponensis
- Ichthyococcus ovatus
- Idiacanthus fasciola
- Istiophorus albicans
- Isurus oxyrinchus

## K
- Kajikia albida
- Katsuwonus pelamis

## L
- Labrus bergylta
- Labrus merula
- Labrus mixtus
- Labrus viridis
- Lamna nasus
- Lampanyctus crocodilus
- Lampanyctus intricarius
- Lampanyctus pusillus
- Lampetra alavariensis
- Lampetra auremensis
- Lampetra fluviatilis
- Lampetra lusitanica
- Lampetra planeri
- Lampris guttatus
- Lebetus guilleti
- Lepadogaster candolii
- Lepidion guentheri
- Lepidocybium flavobrunneum
- Lepidopus caudatus[5]
- Lepidorhombus boscii
- Lepidorhombus whiffiagonis
- Lepidotrigla cavillone
- Lepomis gibbosus
- Leptochilichthys agassizii
- Leptostomias gladiator
- Lestidiops pseudosphyraenoides
- Lestidiops sphyrenoides
- Lesueurigobius friesii
- Lesueurigobius sanzi
- Leucoraja circularis
- Leucoraja fullonica
- Leucoraja naevus
- Lichia amia
- Linophryne coronata
- Lipophrys pholis
- Lipophrys trigloides
- Lithognathus mormyrus
- Liza aurata
- Liza ramada
- Lobianchia dofleini
- Lobianchia gemellarii
- Lophius budegassa
- Lophius piscatorius
- Lophotus lacepede
- Luciobarbus bocagei
- Luciobarbus comizo
- Luciobarbus microcephalus
- Luciobarbus sclateri
- Luciobarbus steindachneri

## M
- Magnisudis atlantica
- Makaira nigricans
- Malacocephalus laevis
- Malacosteus niger
- Margrethia obtusirostra
- Maurolicus muelleri
- Megalops atlanticus
- Melanocetus johnsonii
- Melanolagus bericoides
- Melanonus zugmayeri[6]
- Melanostomias bartonbeani
- Melanostomias macrophotus
- Melanostomias valdiviae
- Merlangius merlangus
- Merluccius merluccius
- Microchirus azevia
- Microchirus theophila
- Microchirus variegatus
- Microlipophrys canevae
- Microlipophrys dalmatinus
- Micromesistius poutassou
- Micropterus salmoides
- Mirognathus normani
- Mitsukurina owstoni
- Mobula mobular
- Mola mola
- Molva dypterygia
- Molva molva
- Monochirus hispidus
- Mora moro
- Mugil cephalus
- Mullus barbatus barbatus
- Mullus surmuletus
- Muraena helena
- Mustelus asterias
- Mycteroperca rubra
- Myctophum punctatum
- Myliobatis aquila
- Myxine glutinosa

## N
- Nannobrachium atrum
- Nansenia groenlandica
- Naucrates ductor
- Nemichthys scolopaceus
- Neonesthes capensis
- Neoraja iberica
- Nerophis lumbriciformis
- Nerophis maculatus
- Nerophis ophidion
- Nesiarchus nasutus
- Nessorhamphus ingolfianus
- Nettastoma melanurum
- Nezumia aequalis
- Nezumia sclerorhynchus
- Normichthys operosus
- Notacanthus chemnitzii
- Notolychnus valdiviae
- Notoscopelus bolini
- Notoscopelus kroyeri
- Notoscopelus resplendens

## O
- Oblada melanura
- Omosudis lowii
- Oncorhynchus mykiss
- Oneirodes eschrichtii
- Opeatogenys gracilis
- Ophidion barbatum
- Ophisurus serpens
- Opisthoproctus grimaldii
- Opisthoproctus soleatus
- Oxynotus centrina
- Oxynotus paradoxus

## P
- Pachystomias microdon
- Pagellus acarne
- Pagellus bogaraveo
- Pagellus erythrinus
- Pagrus auriga
- Pagrus caeruleostictus
- Pagrus pagrus
- Parablennius gattorugine
- Parablennius incognitus
- Parablennius pilicornis
- Parablennius rouxi
- Parablennius ruber
- Parablennius sanguinolentus
- Paralepis coregonoides
- Parapristipoma octolineatum
- Parataeniophorus gulosus
- Perca fluviatilis
- Petromyzon marinus
- Photostomias guernei
- Phycis blennoides
- Phycis phycis
- Platichthys flesus
- Platyberyx opalescens
- Platytroctes apus
- Pleuronectes platessa
- Pollachius pollachius
- Polymetme corythaeola
- Polyprion americanus
- Pomatoschistus lozanoi
- Pomatoschistus marmoratus
- Pomatoschistus microps
- Pomatoschistus minutus
- Pontinus kuhlii
- Poromitra nigriceps
- Prionace glauca
- Pristis pristis
- Pseudochondrostoma duriense
- Pseudochondrostoma polylepis
- Pseudochondrostoma willkommii
- Pseudotriakis microdon
- Pteromylaeus bovinus

## R
- Raja brachyura
- Raja clavata
- Raja microocellata
- Raja miraletus
- Raja montagui
- Raja undulata
- Ranzania laevis
- Regalecus glesne
- Rhadinesthes decimus
- Rhinobatos cemiculus
- Rostroraja alba
- Rutilus rutilus
- Ruvettus pretiosus

## S
- Saccopharynx ampullaceus
- Sagamichthys schnakenbecki
- Salaria fluviatilis
- Salaria pavo
- Salmo salar
- Salmo trutta
- Sander lucioperca
- Sarda sarda
- Sardina pilchardus
- Sardinella aurita
- Sardinella maderensis
- Sargocentron hastatum
- Sarpa salpa
- Schedophilus medusophagus
- Sciaena umbra
- Scomber colias
- Scomber scombrus
- Scomberesox saurus
- Scomberesox simulans
- Scopelosaurus argenteus
- Scopelosaurus lepidus
- Scophthalmus maximus
- Scophthalmus rhombus
- Scorpaena loppei
- Scorpaena notata
- Scorpaena porcus
- Scorpaena scrofa
- Scyliorhinus canicula
- Scyliorhinus stellaris
- Scymnodon ringens
- Searsia koefoedi
- Selene dorsalis
- Seriola dumerili
- Seriola rivoliana
- Serranus cabrilla
- Serranus hepatus
- Serranus scriba
- Serrivomer beanii
- Serrivomer lanceolatoides
- Sigmops bathyphilus
- Sigmops elongatus
- Silurus glanis
- Simenchelys parasitica
- Solea senegalensis
- Solea solea
- Somniosus microcephalus
- Sparisoma cretense
- Sparus aurata
- Spectrunculus grandis
- Sphoeroides marmoratus
- Sphyrna lewini
- Sphyrna zygaena
- Spicara maena
- Spondyliosoma cantharus
- Sprattus sprattus
- Squalius aradensis
- Squalius carolitertii
- Squalius pyrenaicus
- Squalius torgalensis
- Squalus acanthias
- Squalus blainville
- Squatina squatina
- Sternoptyx diaphana
- Sternoptyx pseudobscura
- Stomias brevibarbatus
- Stomias longibarbatus
- Symbolophorus veranyi
- Symphodus bailloni
- Symphodus cinereus
- Symphodus mediterraneus
- Symphodus melops
- Symphodus ocellatus
- Symphodus roissali
- Symphodus tinca
- Synaphobranchus affinis
- Synaphobranchus kaupii
- Synchiropus phaeton
- Syngnathus abaster
- Syngnathus acus
- Syngnathus rostellatus
- Syngnathus typhle

## T
- Taurulus bubalis
- Tetrapturus georgii
- Tetrapturus pfluegeri
- Thorogobius ephippiatus
- Thunnus alalunga
- Thunnus albacares
- Thunnus obesus
- Thunnus thynnus
- Tinca tinca
- Torpedo marmorata
- Torpedo nobiliana
- Torpedo torpedo
- Trachinotus ovatus
- Trachinus araneus
- Trachinus draco
- Trachipterus arcticus
- Trachonurus sulcatus
- Trachurus mediterraneus
- Trachurus picturatus
- Trachurus trachurus
- Trachyrincus scabrus
- Trichiurus lepturus
- Trigloporus lastoviza
- Tripterygion delaisi
- Trisopterus luscus
- Trisopterus minutus
- Tropidophoxinellus alburnoides

## U
- Umbrina canariensis
- Umbrina cirrosa
- Uranoscopus scaber

## V
- Valenciennellus tripunctulatus
- Vinciguerria attenuata
- Vinciguerria nimbaria
- Vinciguerria poweriae

## X
- Xenodermichthys copei
- Xiphias gladius

## Z
- Zameus squamulosus
- Zenion hololepis[7]
- Zenopsis conchifer
- Zeugopterus regius
- Zeus faber[8]